# Wereldkampioenschap voetbal 2026 (kwalificatie CONMEBOL)

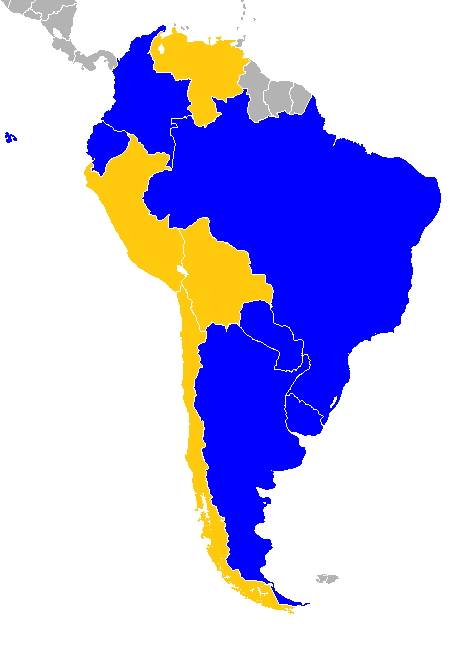
Gekwalificeerd
Kunnen nog kwalificeren
Uitgeschakeld
Geen CONMEBOL-lid

Namens de Zuid-Amerikaanse voetbalbond CONMEBOL doen 10 landen mee om zich te kwalificeren voor het wereldkampioenschap voetbal 2026. Zes of zeven landen uit Amerika plaatsen zich uiteindelijk voor dit hoofdtoernooi.

## Format
Hetzelfde format als afgelopen edities (sinds 1998) wordt gebruikt. Dit houdt in dat alle 10 deelnemende landen allemaal twee keer tegen elkaar spelen, een uit- en thuiswedstrijden. Het land dat zevende eindigt speelt in het intercontinentaal play-offtoernooi. Aan dat  toernooi doen zes landen uit verschillende continenten mee. Twee landen kwalificeren zich vanuit dat toernooi, dit kan voor de CONMEBOL dus een extra plek opleveren tijdens het wereldkampioenschap.

## Data
De wedstrijden begonnen in september 2023 en zullen eindigen in september 2025.
| Wedstrijddag   | Datum               |
| -------------- | ------------------- |
| Wedstrijddag 1 | 7–12 september 2023 |
| Wedstrijddag 2 | 7–12 september 2023 |
| Wedstrijddag 3 | 12–17 oktober 2023  |
| Wedstrijddag 4 | 12–17 oktober 2023  |
| Wedstrijddag 5 | 16–21 november 2023 |
| Wedstrijddag 6 | 16–21 november 2023 |

| Wedstrijddag    | Datum               |
| --------------- | ------------------- |
| Wedstrijddag 7  | 5–10 september 2024 |
| Wedstrijddag 8  | 5–10 september 2024 |
| Wedstrijddag 9  | 10–15 oktober 2024  |
| Wedstrijddag 10 | 10–15 oktober 2024  |
| Wedstrijddag 11 | 11–19 november 2024 |
| Wedstrijddag 12 | 11–19 november 2024 |

| Wedstrijddag    | Datum              |
| --------------- | ------------------ |
| Wedstrijddag 13 | 17–25 maart 2025   |
| Wedstrijddag 14 | 17–25 maart 2025   |
| Wedstrijddag 15 | 2–10 juni 2025     |
| Wedstrijddag 16 | 2–10 juni 2025     |
| Wedstrijddag 17 | 1–9 september 2025 |
| Wedstrijddag 18 | 1–9 september 2025 |

## Gekwalificeerde landen
In vergelijking met het vorige toernooi mogen er deze editie van het wereldkampioenschap minimaal zes landen uit Zuid-Amerika meedoen aan het hoofdtoernooi. Eén land mag meedoen aan het (nieuwe) intercontinentaal play-offtoernooi. Dat er meer landen mogen meedoen komt vanwege de uitbreiding van het aan deelnemers aan het hoofdtoernooi, dat in 2026 van 32 naar 48 gaat.
| FIFA-lid   | Kwalificatie          | Kwal. datum | Aantal dln. (incl. 2026) | Eerste dln. | Laatste dln. | Dln. op rij | Titels (excl. 2026) | Beste prestatie                               |
| ---------- | --------------------- | ----------- | ------------------------ | ----------- | ------------ | ----------- | ------------------- | --------------------------------------------- |
| Argentinië | 1e in kwalificatie    | 25/03/2025  | 19                       | 1930        | 2022         | 14          | 3                   | Wereldkampioen (1978, 1986, 2022)             |
| Brazilië   | Top 6 in kwalificatie | 10/06/2025  | 23                       | 1930        | 2022         | 23          | 5                   | Wereldkampioen (1958, 1962, 1970, 1994, 2002) |
| Ecuador    | Top 6 in kwalificatie | 10/06/2025  | 5                        | 2002        | 2022         | 2           | 0                   | Achtste finale (2006)                         |
|            |                       |             |                          |             |              |             |                     |                                               |
|            |                       |             |                          |             |              |             |                     |                                               |
|            |                       |             |                          |             |              |             |                     |                                               |

## Stand
| Pos | Team           | Wed | W  | G | V  | Ptn | DV | DT | +/− | Kwalificatie                                    |       |       |       |       |       |       |       |       |       |       |       |
| --- | -------------- | --- | -- | - | -- | --- | -- | -- | --- | ----------------------------------------------- | ----- | ----- | ----- | ----- | ----- | ----- | ----- | ----- | ----- | ----- | ----- |
| 1   | Argentinië (Q) | 16  | 11 | 2 | 3  | 35  | 28 | 9  | +19 | Geplaatst voor het WK 2026                      |       |       | 1 – 0 | 4 – 1 | 0 – 2 | 1 – 0 | 1 – 1 | 4 sep | 6 – 0 | 1 – 0 | 3 – 0 |
| 2   | Ecuador (Q)    | 16  | 7  | 7 | 2  | 25  | 13 | 5  | +8  | Geplaatst voor het WK 2026                      |       | 9 sep |       | 0 – 0 | 2 – 1 | 0 – 0 | 0 – 0 | 2 – 1 | 4 – 0 | 1 – 0 | 1 – 0 |
| 3   | Brazilië (Q)   | 16  | 7  | 4 | 5  | 25  | 21 | 16 | +5  | Geplaatst voor het WK 2026                      |       | 0 – 1 | 1 – 0 |       | 1 – 1 | 1 – 0 | 2 – 1 | 1 – 1 | 5 – 1 | 4 – 0 | 4 sep |
| 4   | Uruguay (X)    | 16  | 6  | 6 | 4  | 24  | 19 | 12 | +7  | Geplaatst voor het WK 2026                      |       | 0 – 1 | 0 – 0 | 2 – 0 |       | 0 – 0 | 3 – 2 | 2 – 0 | 3 – 0 | 4 sep | 3 – 1 |
| 5   | Paraguay (X)   | 16  | 6  | 6 | 4  | 24  | 13 | 10 | +3  | Geplaatst voor het WK 2026                      |       | 2 – 1 | 4 sep | 1 – 0 | 2 – 0 |       | 0 – 1 | 2 – 1 | 1 – 0 | 0 – 0 | 1 – 0 |
| 6   | Colombia       | 16  | 5  | 7 | 4  | 22  | 19 | 15 | +4  | Geplaatst voor het WK 2026                      |       | 2 – 1 | 0 – 1 | 2 – 1 | 2 – 2 | 2 – 2 |       | 1 – 0 | 4 sep | 0 – 0 | 4 – 0 |
| 7   | Venezuela      | 16  | 4  | 6 | 6  | 18  | 15 | 19 | −4  | Deelname aan intercontinentaal play-offtoernooi |       | 1 – 1 | 0 – 0 | 1 – 1 | 0 – 0 | 1 – 0 | 9 sep |       | 2 – 0 | 1 – 0 | 3 – 0 |
| 8   | Bolivia        | 16  | 5  | 2 | 9  | 17  | 16 | 32 | −16 |                                                 |       | 0 – 3 | 1 – 2 | 9 sep | 0 – 0 | 2 – 2 | 1 – 0 | 4 – 0 |       | 2 – 0 | 2 – 0 |
| 9   | Peru (Y)       | 16  | 2  | 6 | 8  | 12  | 6  | 17 | −11 |                                                 | 0 – 2 | 0 – 0 | 0 – 1 | 1 – 0 | 9 sep | 1 – 1 | 1 – 1 | 3 – 1 |       | 0 – 0 |       |
| 10  | Chili (U)      | 16  | 2  | 4 | 10 | 10  | 9  | 24 | −15 |                                                 | 0 – 1 | 0 – 0 | 1 – 2 | 9 sep | 0 – 0 | 0 – 0 | 4 – 2 | 1 – 2 | 2 – 0 |       |       |

1. ↑  Ecuador werd drie punten in mindering gebracht vanwege de valse geboortepapier van Byron Castillo tijdens de kwalificatiewedstrijden voor het wereldkampioenschap voetbal van 2022.[13]

## Wedstrijden

### Wedstrijddag 1
|                                                   |          |                                   |                    | |
| 7 september 2023 «onderlinge duels» 18:30 (UTC−4) | Paraguay | 0 – 0                             | Peru               | Stadion: Estadio Antonio Aranda, Ciudad del Este Toeschouwers: 16.211 Scheidsrechter: Andrés Matonte (URU) |
| 7 september 2023 «onderlinge duels» 18:30 (UTC−4) |          | Verslag (FIFA) Verslag (CONMEBOL) | 15', 45' Advíncula | Stadion: Estadio Antonio Aranda, Ciudad del Este Toeschouwers: 16.211 Scheidsrechter: Andrés Matonte (URU) |
| 7 september 2023 «onderlinge duels» 18:30 (UTC−4) |          |                                   |                    | Stadion: Estadio Antonio Aranda, Ciudad del Este Toeschouwers: 16.211 Scheidsrechter: Andrés Matonte (URU) |
| 7 september 2023 «onderlinge duels» 18:30 (UTC−4) |          |                                   |                    | Stadion: Estadio Antonio Aranda, Ciudad del Este Toeschouwers: 16.211 Scheidsrechter: Andrés Matonte (URU) |
|                                                   |          |                                   |                    | |

|                                                   |           |                                   |           | |
| 7 september 2023 «onderlinge duels» 18:00 (UTC−5) | Colombia  | 1 – 0                             | Venezuela | Stadion: Estadio Metropolitano Roberto Meléndez, Barranquilla Toeschouwers: 43.084 Scheidsrechter: Anderson Daronco (BRA) |
| 7 september 2023 «onderlinge duels» 18:00 (UTC−5) | Borré 46' | Verslag (FIFA) Verslag (CONMEBOL) |           | Stadion: Estadio Metropolitano Roberto Meléndez, Barranquilla Toeschouwers: 43.084 Scheidsrechter: Anderson Daronco (BRA) |
| 7 september 2023 «onderlinge duels» 18:00 (UTC−5) |           |                                   |           | Stadion: Estadio Metropolitano Roberto Meléndez, Barranquilla Toeschouwers: 43.084 Scheidsrechter: Anderson Daronco (BRA) |
| 7 september 2023 «onderlinge duels» 18:00 (UTC−5) |           |                                   |           | Stadion: Estadio Metropolitano Roberto Meléndez, Barranquilla Toeschouwers: 43.084 Scheidsrechter: Anderson Daronco (BRA) |
|                                                   |           |                                   |           | |

|                                                   |            |                                   |         | |
| 7 september 2023 «onderlinge duels» 21:00 (UTC−3) | Argentinië | 1 – 0                             | Ecuador | Stadion: Estadio Monumental, Buenos Aires Toeschouwers: 82.500 Scheidsrechter: Wilmar Roldán (COL) |
| 7 september 2023 «onderlinge duels» 21:00 (UTC−3) | Messi 78'  | Verslag (FIFA) Verslag (CONMEBOL) |         | Stadion: Estadio Monumental, Buenos Aires Toeschouwers: 82.500 Scheidsrechter: Wilmar Roldán (COL) |
| 7 september 2023 «onderlinge duels» 21:00 (UTC−3) |            |                                   |         | Stadion: Estadio Monumental, Buenos Aires Toeschouwers: 82.500 Scheidsrechter: Wilmar Roldán (COL) |
| 7 september 2023 «onderlinge duels» 21:00 (UTC−3) |            |                                   |         | Stadion: Estadio Monumental, Buenos Aires Toeschouwers: 82.500 Scheidsrechter: Wilmar Roldán (COL) |
|                                                   |            |                                   |         | |

|                                                   |                                    |                                   |           |                                                                                                  |
| 8 september 2023 «onderlinge duels» 20:00 (UTC−3) | Uruguay                            | 3 – 1                             | Chili     | Stadion: Estadio Centenario, Montevideo Toeschouwers: 49.713 Scheidsrechter: Darío Herrera (ARG) |
| 8 september 2023 «onderlinge duels» 20:00 (UTC−3) | De La Cruz 38', 71' Valverde 45+2' | Verslag (FIFA) Verslag (CONMEBOL) | 74' Vidal | Stadion: Estadio Centenario, Montevideo Toeschouwers: 49.713 Scheidsrechter: Darío Herrera (ARG) |
| 8 september 2023 «onderlinge duels» 20:00 (UTC−3) |                                    |                                   |           | Stadion: Estadio Centenario, Montevideo Toeschouwers: 49.713 Scheidsrechter: Darío Herrera (ARG) |
| 8 september 2023 «onderlinge duels» 20:00 (UTC−3) |                                    |                                   |           | Stadion: Estadio Centenario, Montevideo Toeschouwers: 49.713 Scheidsrechter: Darío Herrera (ARG) |
|                                                   |                                    |                                   |           |                                                                                                  |

|                                                   |                                                 |                                   |            |                                                                                            |
| 8 september 2023 «onderlinge duels» 21:45 (UTC−3) | Brazilië                                        | 5 – 1                             | Bolivia    | Stadion: Mangueirão, Belém Toeschouwers: 48.183 Scheidsrechter: Juan Gabriel Benítez (PAR) |
| 8 september 2023 «onderlinge duels» 21:45 (UTC−3) | Rodrygo 24', 53' Raphinha 47' Neymar 61', 90+3' | Verslag (FIFA) Verslag (CONMEBOL) | 78' Ábrego | Stadion: Mangueirão, Belém Toeschouwers: 48.183 Scheidsrechter: Juan Gabriel Benítez (PAR) |
| 8 september 2023 «onderlinge duels» 21:45 (UTC−3) |                                                 |                                   |            | Stadion: Mangueirão, Belém Toeschouwers: 48.183 Scheidsrechter: Juan Gabriel Benítez (PAR) |
| 8 september 2023 «onderlinge duels» 21:45 (UTC−3) |                                                 |                                   |            | Stadion: Mangueirão, Belém Toeschouwers: 48.183 Scheidsrechter: Juan Gabriel Benítez (PAR) |
|                                                   |                                                 |                                   |            |                                                                                            |

### Wedstrijddag 2
|                                                    |                    |                                   |                                           | |
| 12 september 2023 «onderlinge duels» 16:00 (UTC−4) | Bolivia            | 0 – 3                             | Argentinië                                | Stadion: Estadio Hernando Siles, La Paz Toeschouwers: 38.000 Scheidsrechter: Esteban Ostojich (URU) |
| 12 september 2023 «onderlinge duels» 16:00 (UTC−4) | Fernández 15', 39' | Verslag (FIFA) Verslag (CONMEBOL) | 31' Fernández 42' Tagliafico 83' González | Stadion: Estadio Hernando Siles, La Paz Toeschouwers: 38.000 Scheidsrechter: Esteban Ostojich (URU) |
| 12 september 2023 «onderlinge duels» 16:00 (UTC−4) |                    |                                   |                                           | Stadion: Estadio Hernando Siles, La Paz Toeschouwers: 38.000 Scheidsrechter: Esteban Ostojich (URU) |
| 12 september 2023 «onderlinge duels» 16:00 (UTC−4) |                    |                                   |                                           | Stadion: Estadio Hernando Siles, La Paz Toeschouwers: 38.000 Scheidsrechter: Esteban Ostojich (URU) |
|                                                    |                    |                                   |                                           | |

|                                                    |                   |                                   |              | |
| 12 september 2023 «onderlinge duels» 16:00 (UTC−5) | Ecuador           | 2 – 1                             | Uruguay      | Stadion: Estadio Rodrigo Paz Delgado, Quito Toeschouwers: 35.613 Scheidsrechter: Wilton Sampaio (BRA) |
| 12 september 2023 «onderlinge duels» 16:00 (UTC−5) | Torres 45+5', 61' | Verslag (FIFA) Verslag (CONMEBOL) | 38' Canobbio | Stadion: Estadio Rodrigo Paz Delgado, Quito Toeschouwers: 35.613 Scheidsrechter: Wilton Sampaio (BRA) |
| 12 september 2023 «onderlinge duels» 16:00 (UTC−5) |                   |                                   |              | Stadion: Estadio Rodrigo Paz Delgado, Quito Toeschouwers: 35.613 Scheidsrechter: Wilton Sampaio (BRA) |
| 12 september 2023 «onderlinge duels» 16:00 (UTC−5) |                   |                                   |              | Stadion: Estadio Rodrigo Paz Delgado, Quito Toeschouwers: 35.613 Scheidsrechter: Wilton Sampaio (BRA) |
|                                                    |                   |                                   |              | |

|                                                    |                     |                                   |          | |
| 12 september 2023 «onderlinge duels» 18:00 (UTC−4) | Venezuela           | 1 – 0                             | Paraguay | Stadion: Estadio Monumental de Maturín, Maturín Toeschouwers: 48.523 Scheidsrechter: Andrés Rojas (COL) |
| 12 september 2023 «onderlinge duels» 18:00 (UTC−4) | Rondón 90+3' (pen.) | Verslag (FIFA) Verslag (CONMEBOL) |          | Stadion: Estadio Monumental de Maturín, Maturín Toeschouwers: 48.523 Scheidsrechter: Andrés Rojas (COL) |
| 12 september 2023 «onderlinge duels» 18:00 (UTC−4) |                     |                                   |          | Stadion: Estadio Monumental de Maturín, Maturín Toeschouwers: 48.523 Scheidsrechter: Andrés Rojas (COL) |
| 12 september 2023 «onderlinge duels» 18:00 (UTC−4) |                     |                                   |          | Stadion: Estadio Monumental de Maturín, Maturín Toeschouwers: 48.523 Scheidsrechter: Andrés Rojas (COL) |
|                                                    |                     |                                   |          | |

|                                                    |                                   |       |          | |
| 12 september 2023 «onderlinge duels» 21:30 (UTC−3) | Chili                             | 0 – 0 | Colombia | Stadion: Estadio Monumental David Arellano, Macul Toeschouwers: 22.153 Scheidsrechter: Jesús Valenzuela (VEN) |
| 12 september 2023 «onderlinge duels» 21:30 (UTC−3) | Verslag (FIFA) Verslag (CONMEBOL) |       |          | Stadion: Estadio Monumental David Arellano, Macul Toeschouwers: 22.153 Scheidsrechter: Jesús Valenzuela (VEN) |
| 12 september 2023 «onderlinge duels» 21:30 (UTC−3) |                                   |       |          | Stadion: Estadio Monumental David Arellano, Macul Toeschouwers: 22.153 Scheidsrechter: Jesús Valenzuela (VEN) |
| 12 september 2023 «onderlinge duels» 21:30 (UTC−3) |                                   |       |          | Stadion: Estadio Monumental David Arellano, Macul Toeschouwers: 22.153 Scheidsrechter: Jesús Valenzuela (VEN) |
|                                                    |                                   |       |          | |

|                                                    |      |                                   |                |                                                                                               |
| 12 september 2023 «onderlinge duels» 21:00 (UTC−5) | Peru | 0 – 1                             | Brazilië       | Stadion: Estadio Nacional, Lima Toeschouwers: 36.328 Scheidsrechter: Fernando Rapallini (ARG) |
| 12 september 2023 «onderlinge duels» 21:00 (UTC−5) |      | Verslag (FIFA) Verslag (CONMEBOL) | 90' Marquinhos | Stadion: Estadio Nacional, Lima Toeschouwers: 36.328 Scheidsrechter: Fernando Rapallini (ARG) |
| 12 september 2023 «onderlinge duels» 21:00 (UTC−5) |      |                                   |                | Stadion: Estadio Nacional, Lima Toeschouwers: 36.328 Scheidsrechter: Fernando Rapallini (ARG) |
| 12 september 2023 «onderlinge duels» 21:00 (UTC−5) |      |                                   |                | Stadion: Estadio Nacional, Lima Toeschouwers: 36.328 Scheidsrechter: Fernando Rapallini (ARG) |
|                                                    |      |                                   |                |                                                                                               |

### Wedstrijddag 3
|                                                  |                                        |                                   |                                | |
| 12 oktober 2023 «onderlinge duels» 15:30 (UTC−5) | Colombia                               | 2 – 2                             | Uruguay                        | Stadion: Estadio Metropolitano Roberto Meléndez, Barranquilla Toeschouwers: 43.915 Scheidsrechter: Piero Maza (CHI) |
| 12 oktober 2023 «onderlinge duels» 15:30 (UTC−5) | Rodríguez 35' Uribe 52' Vargas 8', 87' | Verslag (FIFA) Verslag (CONMEBOL) | 47' Olivera 90+1' (pen.) Núñez | Stadion: Estadio Metropolitano Roberto Meléndez, Barranquilla Toeschouwers: 43.915 Scheidsrechter: Piero Maza (CHI) |
| 12 oktober 2023 «onderlinge duels» 15:30 (UTC−5) |                                        |                                   |                                | Stadion: Estadio Metropolitano Roberto Meléndez, Barranquilla Toeschouwers: 43.915 Scheidsrechter: Piero Maza (CHI) |
| 12 oktober 2023 «onderlinge duels» 15:30 (UTC−5) |                                        |                                   |                                | Stadion: Estadio Metropolitano Roberto Meléndez, Barranquilla Toeschouwers: 43.915 Scheidsrechter: Piero Maza (CHI) |
|                                                  |                                        |                                   |                                | |

|                                                  |             |                                   |                          |                                                                                                   |
| 12 oktober 2023 «onderlinge duels» 19:00 (UTC−4) | Bolivia     | 1 – 2                             | Ecuador                  | Stadion: Estadio Hernando Siles, La Paz Toeschouwers: 34.200 Scheidsrechter: Cristian Garay (CHI) |
| 12 oktober 2023 «onderlinge duels» 19:00 (UTC−4) | Ramallo 83' | Verslag (FIFA) Verslag (CONMEBOL) | 45' Páez 90+6' Rodríguez | Stadion: Estadio Hernando Siles, La Paz Toeschouwers: 34.200 Scheidsrechter: Cristian Garay (CHI) |
| 12 oktober 2023 «onderlinge duels» 19:00 (UTC−4) |             |                                   |                          | Stadion: Estadio Hernando Siles, La Paz Toeschouwers: 34.200 Scheidsrechter: Cristian Garay (CHI) |
| 12 oktober 2023 «onderlinge duels» 19:00 (UTC−4) |             |                                   |                          | Stadion: Estadio Hernando Siles, La Paz Toeschouwers: 34.200 Scheidsrechter: Cristian Garay (CHI) |
|                                                  |             |                                   |                          |                                                                                                   |

|                                                  |             |                                   |          | |
| 12 oktober 2023 «onderlinge duels» 21:00 (UTC−3) | Argentinië  | 1 – 0                             | Paraguay | Stadion: Estadio Monumental, Buenos Aires Toeschouwers: 80.000 Scheidsrechter: Raphael Claus (BRA) |
| 12 oktober 2023 «onderlinge duels» 21:00 (UTC−3) | Otamendi 3' | Verslag (FIFA) Verslag (CONMEBOL) |          | Stadion: Estadio Monumental, Buenos Aires Toeschouwers: 80.000 Scheidsrechter: Raphael Claus (BRA) |
| 12 oktober 2023 «onderlinge duels» 21:00 (UTC−3) |             |                                   |          | Stadion: Estadio Monumental, Buenos Aires Toeschouwers: 80.000 Scheidsrechter: Raphael Claus (BRA) |
| 12 oktober 2023 «onderlinge duels» 21:00 (UTC−3) |             |                                   |          | Stadion: Estadio Monumental, Buenos Aires Toeschouwers: 80.000 Scheidsrechter: Raphael Claus (BRA) |
|                                                  |             |                                   |          | |

|                                                  |                        |                                   |      | |
| 12 oktober 2023 «onderlinge duels» 21:00 (UTC−3) | Chili                  | 2 – 0                             | Peru | Stadion: Estadio Monumental David Arellano, Macul Toeschouwers: 36.847 Scheidsrechter: Wilmar Roldán (COL) |
| 12 oktober 2023 «onderlinge duels» 21:00 (UTC−3) | Valdés 74' Núñez 90+1' | Verslag (FIFA) Verslag (CONMEBOL) |      | Stadion: Estadio Monumental David Arellano, Macul Toeschouwers: 36.847 Scheidsrechter: Wilmar Roldán (COL) |
| 12 oktober 2023 «onderlinge duels» 21:00 (UTC−3) |                        |                                   |      | Stadion: Estadio Monumental David Arellano, Macul Toeschouwers: 36.847 Scheidsrechter: Wilmar Roldán (COL) |
| 12 oktober 2023 «onderlinge duels» 21:00 (UTC−3) |                        |                                   |      | Stadion: Estadio Monumental David Arellano, Macul Toeschouwers: 36.847 Scheidsrechter: Wilmar Roldán (COL) |
|                                                  |                        |                                   |      | |

|                                                  |             |                                   |           |                                                                                         |
| 12 oktober 2023 «onderlinge duels» 20:30 (UTC−4) | Brazilië    | 1 – 1                             | Venezuela | Stadion: Arena Pantanal, Cuiabá Toeschouwers: 39.018 Scheidsrechter: Kevin Ortega (PER) |
| 12 oktober 2023 «onderlinge duels» 20:30 (UTC−4) | Gabriel 50' | Verslag (FIFA) Verslag (CONMEBOL) | 85' Bello | Stadion: Arena Pantanal, Cuiabá Toeschouwers: 39.018 Scheidsrechter: Kevin Ortega (PER) |
| 12 oktober 2023 «onderlinge duels» 20:30 (UTC−4) |             |                                   |           | Stadion: Arena Pantanal, Cuiabá Toeschouwers: 39.018 Scheidsrechter: Kevin Ortega (PER) |
| 12 oktober 2023 «onderlinge duels» 20:30 (UTC−4) |             |                                   |           | Stadion: Arena Pantanal, Cuiabá Toeschouwers: 39.018 Scheidsrechter: Kevin Ortega (PER) |
|                                                  |             |                                   |           |                                                                                         |

### Wedstrijddag 4
|                                                  |                                     |                                   |                | |
| 17 oktober 2023 «onderlinge duels» 17:00 (UTC−4) | Venezuela                           | 3 – 0                             | Chili          | Stadion: Estadio Monumental de Maturín, Maturín Toeschouwers: 50.932 Scheidsrechter: Flavio de Souza (BRA) |
| 17 oktober 2023 «onderlinge duels» 17:00 (UTC−4) | Soteldo 45+1' Rondón 72' Machís 79' | Verslag (FIFA) Verslag (CONMEBOL) | 59', 59' Núñez | Stadion: Estadio Monumental de Maturín, Maturín Toeschouwers: 50.932 Scheidsrechter: Flavio de Souza (BRA) |
| 17 oktober 2023 «onderlinge duels» 17:00 (UTC−4) |                                     |                                   |                | Stadion: Estadio Monumental de Maturín, Maturín Toeschouwers: 50.932 Scheidsrechter: Flavio de Souza (BRA) |
| 17 oktober 2023 «onderlinge duels» 17:00 (UTC−4) |                                     |                                   |                | Stadion: Estadio Monumental de Maturín, Maturín Toeschouwers: 50.932 Scheidsrechter: Flavio de Souza (BRA) |
|                                                  |                                     |                                   |                | |

|                                                  |              |                                   |         | |
| 17 oktober 2023 «onderlinge duels» 19:30 (UTC−3) | Paraguay     | 1 – 0                             | Bolivia | Stadion: Estadio Defensores del Chaco, Asuncion Toeschouwers: 30.681 Scheidsrechter: Gustavo Tejera (URU) |
| 17 oktober 2023 «onderlinge duels» 19:30 (UTC−3) | Sanabria 69' | Verslag (FIFA) Verslag (CONMEBOL) |         | Stadion: Estadio Defensores del Chaco, Asuncion Toeschouwers: 30.681 Scheidsrechter: Gustavo Tejera (URU) |
| 17 oktober 2023 «onderlinge duels» 19:30 (UTC−3) |              |                                   |         | Stadion: Estadio Defensores del Chaco, Asuncion Toeschouwers: 30.681 Scheidsrechter: Gustavo Tejera (URU) |
| 17 oktober 2023 «onderlinge duels» 19:30 (UTC−3) |              |                                   |         | Stadion: Estadio Defensores del Chaco, Asuncion Toeschouwers: 30.681 Scheidsrechter: Gustavo Tejera (URU) |
|                                                  |              |                                   |         | |

|                                                  |                                   |       |          | |
| 17 oktober 2023 «onderlinge duels» 18:30 (UTC−5) | Ecuador                           | 0 – 0 | Colombia | Stadion: Estadio Rodrigo Paz Delgado, Quito Toeschouwers: 38.702 Scheidsrechter: Facundo Tello (ARG) |
| 17 oktober 2023 «onderlinge duels» 18:30 (UTC−5) | Verslag (FIFA) Verslag (CONMEBOL) |       |          | Stadion: Estadio Rodrigo Paz Delgado, Quito Toeschouwers: 38.702 Scheidsrechter: Facundo Tello (ARG) |
| 17 oktober 2023 «onderlinge duels» 18:30 (UTC−5) |                                   |       |          | Stadion: Estadio Rodrigo Paz Delgado, Quito Toeschouwers: 38.702 Scheidsrechter: Facundo Tello (ARG) |
| 17 oktober 2023 «onderlinge duels» 18:30 (UTC−5) |                                   |       |          | Stadion: Estadio Rodrigo Paz Delgado, Quito Toeschouwers: 38.702 Scheidsrechter: Facundo Tello (ARG) |
|                                                  |                                   |       |          | |

|                                                  |                          |                                   |          |                                                                                                   |
| 17 oktober 2023 «onderlinge duels» 21:00 (UTC−3) | Uruguay                  | 2 – 0                             | Brazilië | Stadion: Estadio Centenario, Montevideo Toeschouwers: 52.477 Scheidsrechter: Alexis Herrera (VEN) |
| 17 oktober 2023 «onderlinge duels» 21:00 (UTC−3) | Núñez 42' De La Cruz 77' | Verslag (FIFA) Verslag (CONMEBOL) |          | Stadion: Estadio Centenario, Montevideo Toeschouwers: 52.477 Scheidsrechter: Alexis Herrera (VEN) |
| 17 oktober 2023 «onderlinge duels» 21:00 (UTC−3) |                          |                                   |          | Stadion: Estadio Centenario, Montevideo Toeschouwers: 52.477 Scheidsrechter: Alexis Herrera (VEN) |
| 17 oktober 2023 «onderlinge duels» 21:00 (UTC−3) |                          |                                   |          | Stadion: Estadio Centenario, Montevideo Toeschouwers: 52.477 Scheidsrechter: Alexis Herrera (VEN) |
|                                                  |                          |                                   |          |                                                                                                   |

|                                                  |      |                                   |                |                                                                                             |
| 17 oktober 2023 «onderlinge duels» 21:00 (UTC−5) | Peru | 0 – 2                             | Argentinië     | Stadion: Estadio Nacional, Lima Toeschouwers: 37.675 Scheidsrechter: Jesús Valenzuela (VEN) |
| 17 oktober 2023 «onderlinge duels» 21:00 (UTC−5) |      | Verslag (FIFA) Verslag (CONMEBOL) | 32', 42' Messi | Stadion: Estadio Nacional, Lima Toeschouwers: 37.675 Scheidsrechter: Jesús Valenzuela (VEN) |
| 17 oktober 2023 «onderlinge duels» 21:00 (UTC−5) |      |                                   |                | Stadion: Estadio Nacional, Lima Toeschouwers: 37.675 Scheidsrechter: Jesús Valenzuela (VEN) |
| 17 oktober 2023 «onderlinge duels» 21:00 (UTC−5) |      |                                   |                | Stadion: Estadio Nacional, Lima Toeschouwers: 37.675 Scheidsrechter: Jesús Valenzuela (VEN) |
|                                                  |      |                                   |                |                                                                                             |

### Wedstrijddag 5
|                                                   |                         |                                   |      | |
| 16 november 2023 «onderlinge duels» 16:00 (UTC−4) | Bolivia                 | 2 – 0                             | Peru | Stadion: Estadio Hernando Siles, La Paz Toeschouwers: 28.000 Scheidsrechter: Guillermo Guerrero (ECU) |
| 16 november 2023 «onderlinge duels» 16:00 (UTC−4) | H. Vaca 20' R. Vaca 87' | Verslag (FIFA) Verslag (CONMEBOL) |      | Stadion: Estadio Hernando Siles, La Paz Toeschouwers: 28.000 Scheidsrechter: Guillermo Guerrero (ECU) |
| 16 november 2023 «onderlinge duels» 16:00 (UTC−4) |                         |                                   |      | Stadion: Estadio Hernando Siles, La Paz Toeschouwers: 28.000 Scheidsrechter: Guillermo Guerrero (ECU) |
| 16 november 2023 «onderlinge duels» 16:00 (UTC−4) |                         |                                   |      | Stadion: Estadio Hernando Siles, La Paz Toeschouwers: 28.000 Scheidsrechter: Guillermo Guerrero (ECU) |
|                                                   |                         |                                   |      | |

|                                                   |                                   |       |         | |
| 16 november 2023 «onderlinge duels» 18:00 (UTC−4) | Venezuela                         | 0 – 0 | Ecuador | Stadion: Estadio Monumental de Maturín, Maturín Toeschouwers: 51.083 Scheidsrechter: Juan Gabriel Benítez (PAR) |
| 16 november 2023 «onderlinge duels» 18:00 (UTC−4) | Verslag (FIFA) Verslag (CONMEBOL) |       |         | Stadion: Estadio Monumental de Maturín, Maturín Toeschouwers: 51.083 Scheidsrechter: Juan Gabriel Benítez (PAR) |
| 16 november 2023 «onderlinge duels» 18:00 (UTC−4) |                                   |       |         | Stadion: Estadio Monumental de Maturín, Maturín Toeschouwers: 51.083 Scheidsrechter: Juan Gabriel Benítez (PAR) |
| 16 november 2023 «onderlinge duels» 18:00 (UTC−4) |                                   |       |         | Stadion: Estadio Monumental de Maturín, Maturín Toeschouwers: 51.083 Scheidsrechter: Juan Gabriel Benítez (PAR) |
|                                                   |                                   |       |         | |

|                                                   |               |                                   |               | |
| 16 november 2023 «onderlinge duels» 19:00 (UTC−5) | Colombia      | 2 – 1                             | Brazilië      | Stadion: Estadio Metropolitano Roberto Meléndez, Barranquilla Toeschouwers: 44.604 Scheidsrechter: Andrés Matonte (URU) |
| 16 november 2023 «onderlinge duels» 19:00 (UTC−5) | Díaz 75', 79' | Verslag (FIFA) Verslag (CONMEBOL) | 4' Martinelli | Stadion: Estadio Metropolitano Roberto Meléndez, Barranquilla Toeschouwers: 44.604 Scheidsrechter: Andrés Matonte (URU) |
| 16 november 2023 «onderlinge duels» 19:00 (UTC−5) |               |                                   |               | Stadion: Estadio Metropolitano Roberto Meléndez, Barranquilla Toeschouwers: 44.604 Scheidsrechter: Andrés Matonte (URU) |
| 16 november 2023 «onderlinge duels» 19:00 (UTC−5) |               |                                   |               | Stadion: Estadio Metropolitano Roberto Meléndez, Barranquilla Toeschouwers: 44.604 Scheidsrechter: Andrés Matonte (URU) |
|                                                   |               |                                   |               | |

|                                                   |            |                                   |                         | |
| 16 november 2023 «onderlinge duels» 21:00 (UTC−3) | Argentinië | 0 – 2                             | Uruguay                 | Stadion: Estadio Monumental, Buenos Aires Toeschouwers: 49.000 Scheidsrechter: Wilmar Roldán (COL) |
| 16 november 2023 «onderlinge duels» 21:00 (UTC−3) |            | Verslag (FIFA) Verslag (CONMEBOL) | 41' R. Araújo 87' Núñez | Stadion: Estadio Monumental, Buenos Aires Toeschouwers: 49.000 Scheidsrechter: Wilmar Roldán (COL) |
| 16 november 2023 «onderlinge duels» 21:00 (UTC−3) |            |                                   |                         | Stadion: Estadio Monumental, Buenos Aires Toeschouwers: 49.000 Scheidsrechter: Wilmar Roldán (COL) |
| 16 november 2023 «onderlinge duels» 21:00 (UTC−3) |            |                                   |                         | Stadion: Estadio Monumental, Buenos Aires Toeschouwers: 49.000 Scheidsrechter: Wilmar Roldán (COL) |
|                                                   |            |                                   |                         | |

|                                                   |            |                                   |              | |
| 16 november 2023 «onderlinge duels» 21:30 (UTC−3) | Chili      | 0 – 0                             | Paraguay     | Stadion: Estadio Monumental David Arellano, Macul Toeschouwers: 30.076 Scheidsrechter: Fernando Rapallini (ARG) |
| 16 november 2023 «onderlinge duels» 21:30 (UTC−3) | Méndez 88' | Verslag (FIFA) Verslag (CONMEBOL) | 44' R. Rojas | Stadion: Estadio Monumental David Arellano, Macul Toeschouwers: 30.076 Scheidsrechter: Fernando Rapallini (ARG) |
| 16 november 2023 «onderlinge duels» 21:30 (UTC−3) |            |                                   |              | Stadion: Estadio Monumental David Arellano, Macul Toeschouwers: 30.076 Scheidsrechter: Fernando Rapallini (ARG) |
| 16 november 2023 «onderlinge duels» 21:30 (UTC−3) |            |                                   |              | Stadion: Estadio Monumental David Arellano, Macul Toeschouwers: 30.076 Scheidsrechter: Fernando Rapallini (ARG) |
|                                                   |            |                                   |              | |

### Wedstrijddag 6
|                                                   |          |                                   |                  | |
| 21 november 2023 «onderlinge duels» 20:00 (UTC−3) | Paraguay | 0 – 1                             | Colombia         | Stadion: Estadio Defensores del Chaco, Asuncion Toeschouwers: 25.298 Scheidsrechter: Jesús Valenzuela (VEN) |
| 21 november 2023 «onderlinge duels» 20:00 (UTC−3) |          | Verslag (FIFA) Verslag (CONMEBOL) | 11' (pen.) Borré | Stadion: Estadio Defensores del Chaco, Asuncion Toeschouwers: 25.298 Scheidsrechter: Jesús Valenzuela (VEN) |
| 21 november 2023 «onderlinge duels» 20:00 (UTC−3) |          |                                   |                  | Stadion: Estadio Defensores del Chaco, Asuncion Toeschouwers: 25.298 Scheidsrechter: Jesús Valenzuela (VEN) |
| 21 november 2023 «onderlinge duels» 20:00 (UTC−3) |          |                                   |                  | Stadion: Estadio Defensores del Chaco, Asuncion Toeschouwers: 25.298 Scheidsrechter: Jesús Valenzuela (VEN) |
|                                                   |          |                                   |                  | |

|                                                   |                                    |                                   |         |                                                                                                 |
| 21 november 2023 «onderlinge duels» 20:30 (UTC−3) | Uruguay                            | 3 – 0                             | Bolivia | Stadion: Estadio Centenario, Montevideo Toeschouwers: 46.100 Scheidsrechter: Kevin Ortega (PER) |
| 21 november 2023 «onderlinge duels» 20:30 (UTC−3) | Núñez 15', 71' Villamíl 39' (e.d.) | Verslag (FIFA) Verslag (CONMEBOL) |         | Stadion: Estadio Centenario, Montevideo Toeschouwers: 46.100 Scheidsrechter: Kevin Ortega (PER) |
| 21 november 2023 «onderlinge duels» 20:30 (UTC−3) |                                    |                                   |         | Stadion: Estadio Centenario, Montevideo Toeschouwers: 46.100 Scheidsrechter: Kevin Ortega (PER) |
| 21 november 2023 «onderlinge duels» 20:30 (UTC−3) |                                    |                                   |         | Stadion: Estadio Centenario, Montevideo Toeschouwers: 46.100 Scheidsrechter: Kevin Ortega (PER) |
|                                                   |                                    |                                   |         |                                                                                                 |

|                                                   |          |                                   |       | |
| 21 november 2023 «onderlinge duels» 18:30 (UTC−5) | Ecuador  | 1 – 0                             | Chili | Stadion: Estadio Rodrigo Paz Delgado, Quito Toeschouwers: 36.873 Scheidsrechter: Anderson Daronco (BRA) |
| 21 november 2023 «onderlinge duels» 18:30 (UTC−5) | Mena 21' | Verslag (FIFA) Verslag (CONMEBOL) |       | Stadion: Estadio Rodrigo Paz Delgado, Quito Toeschouwers: 36.873 Scheidsrechter: Anderson Daronco (BRA) |
| 21 november 2023 «onderlinge duels» 18:30 (UTC−5) |          |                                   |       | Stadion: Estadio Rodrigo Paz Delgado, Quito Toeschouwers: 36.873 Scheidsrechter: Anderson Daronco (BRA) |
| 21 november 2023 «onderlinge duels» 18:30 (UTC−5) |          |                                   |       | Stadion: Estadio Rodrigo Paz Delgado, Quito Toeschouwers: 36.873 Scheidsrechter: Anderson Daronco (BRA) |
|                                                   |          |                                   |       | |

|                                                   |               |                                   |              |                                                                                         |
| 21 november 2023 «onderlinge duels» 21:30 (UTC−3) | Brazilië      | 0 – 1                             | Argentinië   | Stadion: Maracanã, Rio de Janeiro Toeschouwers: 68.138 Scheidsrechter: Piero Maza (CHI) |
| 21 november 2023 «onderlinge duels» 21:30 (UTC−3) | Joelinton 81' | Verslag (FIFA) Verslag (CONMEBOL) | 63' Otamendi | Stadion: Maracanã, Rio de Janeiro Toeschouwers: 68.138 Scheidsrechter: Piero Maza (CHI) |
| 21 november 2023 «onderlinge duels» 21:30 (UTC−3) |               |                                   |              | Stadion: Maracanã, Rio de Janeiro Toeschouwers: 68.138 Scheidsrechter: Piero Maza (CHI) |
| 21 november 2023 «onderlinge duels» 21:30 (UTC−3) |               |                                   |              | Stadion: Maracanã, Rio de Janeiro Toeschouwers: 68.138 Scheidsrechter: Piero Maza (CHI) |
|                                                   |               |                                   |              |                                                                                         |

|                                                   |           |                                   |              |                                                                                          |
| 21 november 2023 «onderlinge duels» 21:00 (UTC−5) | Peru      | 1 – 1                             | Venezuela    | Stadion: Estadio Nacional, Lima Toeschouwers: 27.323 Scheidsrechter: Darío Herrera (ARG) |
| 21 november 2023 «onderlinge duels» 21:00 (UTC−5) | Yotún 17' | Verslag (FIFA) Verslag (CONMEBOL) | 54' Savarino | Stadion: Estadio Nacional, Lima Toeschouwers: 27.323 Scheidsrechter: Darío Herrera (ARG) |
| 21 november 2023 «onderlinge duels» 21:00 (UTC−5) |           |                                   |              | Stadion: Estadio Nacional, Lima Toeschouwers: 27.323 Scheidsrechter: Darío Herrera (ARG) |
| 21 november 2023 «onderlinge duels» 21:00 (UTC−5) |           |                                   |              | Stadion: Estadio Nacional, Lima Toeschouwers: 27.323 Scheidsrechter: Darío Herrera (ARG) |
|                                                   |           |                                   |              |                                                                                          |

### Wedstrijddag 7
|                                                   |                                                              |                                   |           | |
| 5 september 2024 «onderlinge duels» 16:00 (UTC−4) | Bolivia                                                      | 4 – 0                             | Venezuela | Stadion: Estadio Municipal de El Alto, El Alto Toeschouwers: 20.500 Scheidsrechter: Wilmar Roldán (COL) |
| 5 september 2024 «onderlinge duels» 16:00 (UTC−4) | R. Vaca 13' Algarañaz 45+5' (pen.) Terceros 46' Monteiro 89' | Verslag (FIFA) Verslag (CONMEBOL) |           | Stadion: Estadio Municipal de El Alto, El Alto Toeschouwers: 20.500 Scheidsrechter: Wilmar Roldán (COL) |
| 5 september 2024 «onderlinge duels» 16:00 (UTC−4) |                                                              |                                   |           | Stadion: Estadio Municipal de El Alto, El Alto Toeschouwers: 20.500 Scheidsrechter: Wilmar Roldán (COL) |
| 5 september 2024 «onderlinge duels» 16:00 (UTC−4) |                                                              |                                   |           | Stadion: Estadio Municipal de El Alto, El Alto Toeschouwers: 20.500 Scheidsrechter: Wilmar Roldán (COL) |
|                                                   |                                                              |                                   |           | |

|                                                   |                                           |                                   |       |                                                                                                  |
| 5 september 2024 «onderlinge duels» 21:00 (UTC−3) | Argentinië                                | 3 – 0                             | Chili | Stadion: El Monumental, Buenos Aires Toeschouwers: 52.160 Scheidsrechter: Jesús Valenzuela (VEN) |
| 5 september 2024 «onderlinge duels» 21:00 (UTC−3) | Mac Allister 48' Álvarez 84' Dybala 90+1' | Verslag (FIFA) Verslag (CONMEBOL) |       | Stadion: El Monumental, Buenos Aires Toeschouwers: 52.160 Scheidsrechter: Jesús Valenzuela (VEN) |
| 5 september 2024 «onderlinge duels» 21:00 (UTC−3) |                                           |                                   |       | Stadion: El Monumental, Buenos Aires Toeschouwers: 52.160 Scheidsrechter: Jesús Valenzuela (VEN) |
| 5 september 2024 «onderlinge duels» 21:00 (UTC−3) |                                           |                                   |       | Stadion: El Monumental, Buenos Aires Toeschouwers: 52.160 Scheidsrechter: Jesús Valenzuela (VEN) |
|                                                   |                                           |                                   |       |                                                                                                  |

|                                                   |                                   |       |          |                                                                                                  |
| 6 september 2024 «onderlinge duels» 20:30 (UTC−3) | Uruguay                           | 0 – 0 | Paraguay | Stadion: Estadio Centenario, Montevideo Toeschouwers: 47.741 Scheidsrechter: Darío Herrera (ARG) |
| 6 september 2024 «onderlinge duels» 20:30 (UTC−3) | Verslag (FIFA) Verslag (CONMEBOL) |       |          | Stadion: Estadio Centenario, Montevideo Toeschouwers: 47.741 Scheidsrechter: Darío Herrera (ARG) |
| 6 september 2024 «onderlinge duels» 20:30 (UTC−3) |                                   |       |          | Stadion: Estadio Centenario, Montevideo Toeschouwers: 47.741 Scheidsrechter: Darío Herrera (ARG) |
| 6 september 2024 «onderlinge duels» 20:30 (UTC−3) |                                   |       |          | Stadion: Estadio Centenario, Montevideo Toeschouwers: 47.741 Scheidsrechter: Darío Herrera (ARG) |
|                                                   |                                   |       |          |                                                                                                  |

|                                                   |             |                                   |         |                                                                                                   |
| 6 september 2024 «onderlinge duels» 22:00 (UTC−3) | Brazilië    | 1 – 0                             | Ecuador | Stadion: Estádio Couto Pereira, Curitiba Toeschouwers: 36.914 Scheidsrechter: Facundo Tello (ARG) |
| 6 september 2024 «onderlinge duels» 22:00 (UTC−3) | Rodrygo 30' | Verslag (FIFA) Verslag (CONMEBOL) |         | Stadion: Estádio Couto Pereira, Curitiba Toeschouwers: 36.914 Scheidsrechter: Facundo Tello (ARG) |
| 6 september 2024 «onderlinge duels» 22:00 (UTC−3) |             |                                   |         | Stadion: Estádio Couto Pereira, Curitiba Toeschouwers: 36.914 Scheidsrechter: Facundo Tello (ARG) |
| 6 september 2024 «onderlinge duels» 22:00 (UTC−3) |             |                                   |         | Stadion: Estádio Couto Pereira, Curitiba Toeschouwers: 36.914 Scheidsrechter: Facundo Tello (ARG) |
|                                                   |             |                                   |         |                                                                                                   |

|                                                   |             |                                   |          |                                                                                             |
| 6 september 2024 «onderlinge duels» 20:30 (UTC−5) | Peru        | 1 – 1                             | Colombia | Stadion: Estadio Nacional, Lima Toeschouwers: 40.000 Scheidsrechter: Esteban Ostojich (URU) |
| 6 september 2024 «onderlinge duels» 20:30 (UTC−5) | Callens 68' | Verslag (FIFA) Verslag (CONMEBOL) | 82' Díaz | Stadion: Estadio Nacional, Lima Toeschouwers: 40.000 Scheidsrechter: Esteban Ostojich (URU) |
| 6 september 2024 «onderlinge duels» 20:30 (UTC−5) |             |                                   |          | Stadion: Estadio Nacional, Lima Toeschouwers: 40.000 Scheidsrechter: Esteban Ostojich (URU) |
| 6 september 2024 «onderlinge duels» 20:30 (UTC−5) |             |                                   |          | Stadion: Estadio Nacional, Lima Toeschouwers: 40.000 Scheidsrechter: Esteban Ostojich (URU) |
|                                                   |             |                                   |          |                                                                                             |

### Wedstrijddag 8
|                                                    |                                   |                                   |              | |
| 10 september 2024 «onderlinge duels» 15:30 (UTC−5) | Colombia                          | 2 – 1                             | Argentinië   | Stadion: Estadio Metropolitano Roberto Meléndez, Barranquilla Toeschouwers: 45.000 Scheidsrechter: Piero Maza (CHI) |
| 10 september 2024 «onderlinge duels» 15:30 (UTC−5) | Mosquera 25' Rodríguez 60' (pen.) | Verslag (FIFA) Verslag (CONMEBOL) | 48' González | Stadion: Estadio Metropolitano Roberto Meléndez, Barranquilla Toeschouwers: 45.000 Scheidsrechter: Piero Maza (CHI) |
| 10 september 2024 «onderlinge duels» 15:30 (UTC−5) |                                   |                                   |              | Stadion: Estadio Metropolitano Roberto Meléndez, Barranquilla Toeschouwers: 45.000 Scheidsrechter: Piero Maza (CHI) |
| 10 september 2024 «onderlinge duels» 15:30 (UTC−5) |                                   |                                   |              | Stadion: Estadio Metropolitano Roberto Meléndez, Barranquilla Toeschouwers: 45.000 Scheidsrechter: Piero Maza (CHI) |
|                                                    |                                   |                                   |              | |

|                                                    |            |                                   |                              | |
| 10 september 2024 «onderlinge duels» 18:00 (UTC−3) | Chili      | 1 – 2                             | Bolivia                      | Stadion: Estadio Nacional Julio Martínez Prádanos, Santiago Toeschouwers: 40.000 Scheidsrechter: Juan Gabriel Benítez (PAR) |
| 10 september 2024 «onderlinge duels» 18:00 (UTC−3) | Vargas 39' | Verslag (FIFA) Verslag (CONMEBOL) | 13' Algarañaz 45+1' Terceros | Stadion: Estadio Nacional Julio Martínez Prádanos, Santiago Toeschouwers: 40.000 Scheidsrechter: Juan Gabriel Benítez (PAR) |
| 10 september 2024 «onderlinge duels» 18:00 (UTC−3) |            |                                   |                              | Stadion: Estadio Nacional Julio Martínez Prádanos, Santiago Toeschouwers: 40.000 Scheidsrechter: Juan Gabriel Benítez (PAR) |
| 10 september 2024 «onderlinge duels» 18:00 (UTC−3) |            |                                   |                              | Stadion: Estadio Nacional Julio Martínez Prádanos, Santiago Toeschouwers: 40.000 Scheidsrechter: Juan Gabriel Benítez (PAR) |
|                                                    |            |                                   |                              | |

|                                                    |              |                                   |      | |
| 10 september 2024 «onderlinge duels» 16:00 (UTC−5) | Ecuador      | 1 – 0                             | Peru | Stadion: Estadio Rodrigo Paz Delgado, Quito Toeschouwers: 35.000 Scheidsrechter: Andrés Rojas (COL) |
| 10 september 2024 «onderlinge duels» 16:00 (UTC−5) | Valencia 54' | Verslag (FIFA) Verslag (CONMEBOL) |      | Stadion: Estadio Rodrigo Paz Delgado, Quito Toeschouwers: 35.000 Scheidsrechter: Andrés Rojas (COL) |
| 10 september 2024 «onderlinge duels» 16:00 (UTC−5) |              |                                   |      | Stadion: Estadio Rodrigo Paz Delgado, Quito Toeschouwers: 35.000 Scheidsrechter: Andrés Rojas (COL) |
| 10 september 2024 «onderlinge duels» 16:00 (UTC−5) |              |                                   |      | Stadion: Estadio Rodrigo Paz Delgado, Quito Toeschouwers: 35.000 Scheidsrechter: Andrés Rojas (COL) |
|                                                    |              |                                   |      | |

|                                                    |                                   |       |         |                                                                                               |
| 10 september 2024 «onderlinge duels» 18:00 (UTC−4) | Venezuela                         | 0 – 0 | Uruguay | Stadion: Estadio Monumental, Maturín Toeschouwers: 50.000 Scheidsrechter: Raphael Claus (BRA) |
| 10 september 2024 «onderlinge duels» 18:00 (UTC−4) | Verslag (FIFA) Verslag (CONMEBOL) |       |         | Stadion: Estadio Monumental, Maturín Toeschouwers: 50.000 Scheidsrechter: Raphael Claus (BRA) |
| 10 september 2024 «onderlinge duels» 18:00 (UTC−4) |                                   |       |         | Stadion: Estadio Monumental, Maturín Toeschouwers: 50.000 Scheidsrechter: Raphael Claus (BRA) |
| 10 september 2024 «onderlinge duels» 18:00 (UTC−4) |                                   |       |         | Stadion: Estadio Monumental, Maturín Toeschouwers: 50.000 Scheidsrechter: Raphael Claus (BRA) |
|                                                    |                                   |       |         |                                                                                               |

|                                                    |           |                                   |          | |
| 10 september 2024 «onderlinge duels» 20:30 (UTC−4) | Paraguay  | 1 – 0                             | Brazilië | Stadion: Estadio Defensores del Chaco, Asuncion Toeschouwers: 31.962 Scheidsrechter: Andrés Matonte (URU) |
| 10 september 2024 «onderlinge duels» 20:30 (UTC−4) | Gómez 20' | Verslag (FIFA) Verslag (CONMEBOL) |          | Stadion: Estadio Defensores del Chaco, Asuncion Toeschouwers: 31.962 Scheidsrechter: Andrés Matonte (URU) |
| 10 september 2024 «onderlinge duels» 20:30 (UTC−4) |           |                                   |          | Stadion: Estadio Defensores del Chaco, Asuncion Toeschouwers: 31.962 Scheidsrechter: Andrés Matonte (URU) |
| 10 september 2024 «onderlinge duels» 20:30 (UTC−4) |           |                                   |          | Stadion: Estadio Defensores del Chaco, Asuncion Toeschouwers: 31.962 Scheidsrechter: Andrés Matonte (URU) |
|                                                    |           |                                   |          | |

### Wedstrijddag 9
|                                                  |                          |                                   |          | |
| 10 oktober 2024 «onderlinge duels» 16:00 (UTC−4) | Bolivia                  | 1 – 0                             | Colombia | Stadion: Estadio Municipal de El Alto, El Alto Toeschouwers: 17.191 Scheidsrechter: Wilton Sampaio (BRA) |
| 10 oktober 2024 «onderlinge duels» 16:00 (UTC−4) | Cuéllar 21' Terceros 58' | Verslag (FIFA) Verslag (CONMEBOL) |          | Stadion: Estadio Municipal de El Alto, El Alto Toeschouwers: 17.191 Scheidsrechter: Wilton Sampaio (BRA) |
| 10 oktober 2024 «onderlinge duels» 16:00 (UTC−4) |                          |                                   |          | Stadion: Estadio Municipal de El Alto, El Alto Toeschouwers: 17.191 Scheidsrechter: Wilton Sampaio (BRA) |
| 10 oktober 2024 «onderlinge duels» 16:00 (UTC−4) |                          |                                   |          | Stadion: Estadio Municipal de El Alto, El Alto Toeschouwers: 17.191 Scheidsrechter: Wilton Sampaio (BRA) |
|                                                  |                          |                                   |          | |

|                                                  |                                   |       |          | |
| 10 oktober 2024 «onderlinge duels» 16:00 (UTC−5) | Ecuador                           | 0 – 0 | Paraguay | Stadion: Estadio Rodrigo Paz Delgado, Quito Toeschouwers: 31.000 Scheidsrechter: Raphael Claus (BRA) |
| 10 oktober 2024 «onderlinge duels» 16:00 (UTC−5) | Verslag (FIFA) Verslag (CONMEBOL) |       |          | Stadion: Estadio Rodrigo Paz Delgado, Quito Toeschouwers: 31.000 Scheidsrechter: Raphael Claus (BRA) |
| 10 oktober 2024 «onderlinge duels» 16:00 (UTC−5) |                                   |       |          | Stadion: Estadio Rodrigo Paz Delgado, Quito Toeschouwers: 31.000 Scheidsrechter: Raphael Claus (BRA) |
| 10 oktober 2024 «onderlinge duels» 16:00 (UTC−5) |                                   |       |          | Stadion: Estadio Rodrigo Paz Delgado, Quito Toeschouwers: 31.000 Scheidsrechter: Raphael Claus (BRA) |
|                                                  |                                   |       |          | |

|                                                  |            |                                   |              |                                                                                                |
| 10 oktober 2024 «onderlinge duels» 17:00 (UTC−4) | Venezuela  | 1 – 1                             | Argentinië   | Stadion: Estadio Monumental, Maturín Toeschouwers: 50.000 Scheidsrechter: Gustavo Tejera (URU) |
| 10 oktober 2024 «onderlinge duels» 17:00 (UTC−4) | Rondón 65' | Verslag (FIFA) Verslag (CONMEBOL) | 13' Otamendi | Stadion: Estadio Monumental, Maturín Toeschouwers: 50.000 Scheidsrechter: Gustavo Tejera (URU) |
| 10 oktober 2024 «onderlinge duels» 17:00 (UTC−4) |            |                                   |              | Stadion: Estadio Monumental, Maturín Toeschouwers: 50.000 Scheidsrechter: Gustavo Tejera (URU) |
| 10 oktober 2024 «onderlinge duels» 17:00 (UTC−4) |            |                                   |              | Stadion: Estadio Monumental, Maturín Toeschouwers: 50.000 Scheidsrechter: Gustavo Tejera (URU) |
|                                                  |            |                                   |              |                                                                                                |

|                                                  |           |                                   |                                    | |
| 10 oktober 2024 «onderlinge duels» 21:00 (UTC−3) | Chili     | 1 – 2                             | Brazilië                           | Stadion: Estadio Nacional Julio Martínez Prádanos, Santiago Toeschouwers: 43.059 Scheidsrechter: Darío Herrera (ARG) |
| 10 oktober 2024 «onderlinge duels» 21:00 (UTC−3) | Vargas 2' | Verslag (FIFA) Verslag (CONMEBOL) | 45+1' Igor Jesus 89' Luiz Henrique | Stadion: Estadio Nacional Julio Martínez Prádanos, Santiago Toeschouwers: 43.059 Scheidsrechter: Darío Herrera (ARG) |
| 10 oktober 2024 «onderlinge duels» 21:00 (UTC−3) |           |                                   |                                    | Stadion: Estadio Nacional Julio Martínez Prádanos, Santiago Toeschouwers: 43.059 Scheidsrechter: Darío Herrera (ARG) |
| 10 oktober 2024 «onderlinge duels» 21:00 (UTC−3) |           |                                   |                                    | Stadion: Estadio Nacional Julio Martínez Prádanos, Santiago Toeschouwers: 43.059 Scheidsrechter: Darío Herrera (ARG) |
|                                                  |           |                                   |                                    | |

|                                                  |            |                                   |         |                                                                                          |
| 11 oktober 2024 «onderlinge duels» 20:30 (UTC−5) | Peru       | 1 – 0                             | Uruguay | Stadion: Estadio Nacional, Lima Toeschouwers: 43.000 Scheidsrechter: Facundo Tello (ARG) |
| 11 oktober 2024 «onderlinge duels» 20:30 (UTC−5) | Araujo 88' | Verslag (FIFA) Verslag (CONMEBOL) |         | Stadion: Estadio Nacional, Lima Toeschouwers: 43.000 Scheidsrechter: Facundo Tello (ARG) |
| 11 oktober 2024 «onderlinge duels» 20:30 (UTC−5) |            |                                   |         | Stadion: Estadio Nacional, Lima Toeschouwers: 43.000 Scheidsrechter: Facundo Tello (ARG) |
| 11 oktober 2024 «onderlinge duels» 20:30 (UTC−5) |            |                                   |         | Stadion: Estadio Nacional, Lima Toeschouwers: 43.000 Scheidsrechter: Facundo Tello (ARG) |
|                                                  |            |                                   |         |                                                                                          |

### Wedstrijddag 10
|                                                  |                                                 |                                   |       | |
| 15 oktober 2024 «onderlinge duels» 15:30 (UTC−5) | Colombia                                        | 4 – 0                             | Chili | Stadion: Estadio Metropolitano Roberto Meléndez, Barranquilla Toeschouwers: 45.000 Scheidsrechter: Jesús Valenzuela (VEN) |
| 15 oktober 2024 «onderlinge duels» 15:30 (UTC−5) | Sánchez 34' Díaz 52' Durán 84' Sinisterra 90+3' | Verslag (FIFA) Verslag (CONMEBOL) |       | Stadion: Estadio Metropolitano Roberto Meléndez, Barranquilla Toeschouwers: 45.000 Scheidsrechter: Jesús Valenzuela (VEN) |
| 15 oktober 2024 «onderlinge duels» 15:30 (UTC−5) |                                                 |                                   |       | Stadion: Estadio Metropolitano Roberto Meléndez, Barranquilla Toeschouwers: 45.000 Scheidsrechter: Jesús Valenzuela (VEN) |
| 15 oktober 2024 «onderlinge duels» 15:30 (UTC−5) |                                                 |                                   |       | Stadion: Estadio Metropolitano Roberto Meléndez, Barranquilla Toeschouwers: 45.000 Scheidsrechter: Jesús Valenzuela (VEN) |
|                                                  |                                                 |                                   |       | |

|                                                  |                   |                                   |              | |
| 15 oktober 2024 «onderlinge duels» 20:30 (UTC−3) | Paraguay          | 2 – 1                             | Venezuela    | Stadion: Estadio Defensores del Chaco, Asuncion Toeschouwers: 28.531 Scheidsrechter: Piero Maza (CHI) |
| 15 oktober 2024 «onderlinge duels» 20:30 (UTC−3) | Sanabria 59', 74' | Verslag (FIFA) Verslag (CONMEBOL) | 25' Aramburu | Stadion: Estadio Defensores del Chaco, Asuncion Toeschouwers: 28.531 Scheidsrechter: Piero Maza (CHI) |
| 15 oktober 2024 «onderlinge duels» 20:30 (UTC−3) |                   |                                   |              | Stadion: Estadio Defensores del Chaco, Asuncion Toeschouwers: 28.531 Scheidsrechter: Piero Maza (CHI) |
| 15 oktober 2024 «onderlinge duels» 20:30 (UTC−3) |                   |                                   |              | Stadion: Estadio Defensores del Chaco, Asuncion Toeschouwers: 28.531 Scheidsrechter: Piero Maza (CHI) |
|                                                  |                   |                                   |              | |

|                                                  |                                   |       |         |                                                                                                   |
| 15 oktober 2024 «onderlinge duels» 20:30 (UTC−3) | Uruguay                           | 0 – 0 | Ecuador | Stadion: Estadio Centenario, Montevideo Toeschouwers: 27.112 Scheidsrechter: Cristian Garay (CHI) |
| 15 oktober 2024 «onderlinge duels» 20:30 (UTC−3) | Verslag (FIFA) Verslag (CONMEBOL) |       |         | Stadion: Estadio Centenario, Montevideo Toeschouwers: 27.112 Scheidsrechter: Cristian Garay (CHI) |
| 15 oktober 2024 «onderlinge duels» 20:30 (UTC−3) |                                   |       |         | Stadion: Estadio Centenario, Montevideo Toeschouwers: 27.112 Scheidsrechter: Cristian Garay (CHI) |
| 15 oktober 2024 «onderlinge duels» 20:30 (UTC−3) |                                   |       |         | Stadion: Estadio Centenario, Montevideo Toeschouwers: 27.112 Scheidsrechter: Cristian Garay (CHI) |
|                                                  |                                   |       |         |                                                                                                   |

|                                                  |                                                               |                                   |         |                                                                                                   |
| 15 oktober 2024 «onderlinge duels» 21:00 (UTC−3) | Argentinië                                                    | 6 – 0                             | Bolivia | Stadion: Estadio Monumental, Buenos Aires Toeschouwers: 60.000 Scheidsrechter: Kevin Ortega (PER) |
| 15 oktober 2024 «onderlinge duels» 21:00 (UTC−3) | Messi 19', 84', 86' La. Martínez 43' Álvarez 45+3' Almada 69' | Verslag (FIFA) Verslag (CONMEBOL) |         | Stadion: Estadio Monumental, Buenos Aires Toeschouwers: 60.000 Scheidsrechter: Kevin Ortega (PER) |
| 15 oktober 2024 «onderlinge duels» 21:00 (UTC−3) |                                                               |                                   |         | Stadion: Estadio Monumental, Buenos Aires Toeschouwers: 60.000 Scheidsrechter: Kevin Ortega (PER) |
| 15 oktober 2024 «onderlinge duels» 21:00 (UTC−3) |                                                               |                                   |         | Stadion: Estadio Monumental, Buenos Aires Toeschouwers: 60.000 Scheidsrechter: Kevin Ortega (PER) |
|                                                  |                                                               |                                   |         |                                                                                                   |

|                                                  |                                                               |                                   |      | |
| 15 oktober 2024 «onderlinge duels» 21:45 (UTC−3) | Brazilië                                                      | 4 – 0                             | Peru | Stadion: Estádio Nacional Mané Garrincha, Brasilia Toeschouwers: 60.139 Scheidsrechter: Esteban Ostojich (URU) |
| 15 oktober 2024 «onderlinge duels» 21:45 (UTC−3) | Raphinha 38' (pen.), 54' (pen.) Pereira 71' Luiz Henrique 74' | Verslag (FIFA) Verslag (CONMEBOL) |      | Stadion: Estádio Nacional Mané Garrincha, Brasilia Toeschouwers: 60.139 Scheidsrechter: Esteban Ostojich (URU) |
| 15 oktober 2024 «onderlinge duels» 21:45 (UTC−3) |                                                               |                                   |      | Stadion: Estádio Nacional Mané Garrincha, Brasilia Toeschouwers: 60.139 Scheidsrechter: Esteban Ostojich (URU) |
| 15 oktober 2024 «onderlinge duels» 21:45 (UTC−3) |                                                               |                                   |      | Stadion: Estádio Nacional Mané Garrincha, Brasilia Toeschouwers: 60.139 Scheidsrechter: Esteban Ostojich (URU) |
|                                                  |                                                               |                                   |      | |

### Wedstrijddag 11
|                                                   |                          |                                   |              |                                                                                              |
| 14 november 2024 «onderlinge duels» 17:00 (UTC−4) | Venezuela                | 1 – 1                             | Brazilië     | Stadion: Estadio Monumental, Maturín Toeschouwers: 40.223 Scheidsrechter: Andrés Rojas (COL) |
| 14 november 2024 «onderlinge duels» 17:00 (UTC−4) | Segovia 46' González 89' | Verslag (FIFA) Verslag (CONMEBOL) | 43' Raphinha | Stadion: Estadio Monumental, Maturín Toeschouwers: 40.223 Scheidsrechter: Andrés Rojas (COL) |
| 14 november 2024 «onderlinge duels» 17:00 (UTC−4) |                          |                                   |              | Stadion: Estadio Monumental, Maturín Toeschouwers: 40.223 Scheidsrechter: Andrés Rojas (COL) |
| 14 november 2024 «onderlinge duels» 17:00 (UTC−4) |                          |                                   |              | Stadion: Estadio Monumental, Maturín Toeschouwers: 40.223 Scheidsrechter: Andrés Rojas (COL) |
|                                                   |                          |                                   |              |                                                                                              |

|                                                   |                           |                                   |                  | |
| 14 november 2024 «onderlinge duels» 20:30 (UTC−3) | Paraguay                  | 2 – 1                             | Argentinië       | Stadion: Estadio Defensores del Chaco, Asuncion Toeschouwers: 32.200 Scheidsrechter: Anderson Daronco (BRA) |
| 14 november 2024 «onderlinge duels» 20:30 (UTC−3) | Sanabria 19' Alderete 47' | Verslag (FIFA) Verslag (CONMEBOL) | 11' La. Martínez | Stadion: Estadio Defensores del Chaco, Asuncion Toeschouwers: 32.200 Scheidsrechter: Anderson Daronco (BRA) |
| 14 november 2024 «onderlinge duels» 20:30 (UTC−3) |                           |                                   |                  | Stadion: Estadio Defensores del Chaco, Asuncion Toeschouwers: 32.200 Scheidsrechter: Anderson Daronco (BRA) |
| 14 november 2024 «onderlinge duels» 20:30 (UTC−3) |                           |                                   |                  | Stadion: Estadio Defensores del Chaco, Asuncion Toeschouwers: 32.200 Scheidsrechter: Anderson Daronco (BRA) |
|                                                   |                           |                                   |                  | |

|                                                   |                                              |                                   |             | |
| 14 november 2024 «onderlinge duels» 19:00 (UTC−5) | Ecuador                                      | 4 – 0                             | Bolivia     | Stadion: Estadio Monumental Isidro Romero Carbo, Guayaquil Toeschouwers: 30.758 Scheidsrechter: Maximiliano Ramírez (ARG) |
| 14 november 2024 «onderlinge duels» 19:00 (UTC−5) | Valencia 26' (pen.) Plata 28', 49' Minda 61' | Verslag (FIFA) Verslag (CONMEBOL) | 24' Sagredo | Stadion: Estadio Monumental Isidro Romero Carbo, Guayaquil Toeschouwers: 30.758 Scheidsrechter: Maximiliano Ramírez (ARG) |
| 14 november 2024 «onderlinge duels» 19:00 (UTC−5) |                                              |                                   |             | Stadion: Estadio Monumental Isidro Romero Carbo, Guayaquil Toeschouwers: 30.758 Scheidsrechter: Maximiliano Ramírez (ARG) |
| 14 november 2024 «onderlinge duels» 19:00 (UTC−5) |                                              |                                   |             | Stadion: Estadio Monumental Isidro Romero Carbo, Guayaquil Toeschouwers: 30.758 Scheidsrechter: Maximiliano Ramírez (ARG) |
|                                                   |                                              |                                   |             | |

|                                                   |                                              |                                   |                             |                                                                                                 |
| 15 november 2024 «onderlinge duels» 21:00 (UTC−3) | Uruguay                                      | 3 – 2                             | Colombia                    | Stadion: Estadio Centenario, Montevideo Toeschouwers: 33.400 Scheidsrechter: Kevin Ortega (PER) |
| 15 november 2024 «onderlinge duels» 21:00 (UTC−3) | Sánchez 57' (e.d.) Aguirre 60' Ugarte 90+13' | Verslag (FIFA) Verslag (CONMEBOL) | 31' Quintero 90+6' A. Gómez | Stadion: Estadio Centenario, Montevideo Toeschouwers: 33.400 Scheidsrechter: Kevin Ortega (PER) |
| 15 november 2024 «onderlinge duels» 21:00 (UTC−3) |                                              |                                   |                             | Stadion: Estadio Centenario, Montevideo Toeschouwers: 33.400 Scheidsrechter: Kevin Ortega (PER) |
| 15 november 2024 «onderlinge duels» 21:00 (UTC−3) |                                              |                                   |                             | Stadion: Estadio Centenario, Montevideo Toeschouwers: 33.400 Scheidsrechter: Kevin Ortega (PER) |
|                                                   |                                              |                                   |                             |                                                                                                 |

|                                                   |                                   |       |       |                                                                                             |
| 15 november 2024 «onderlinge duels» 20:30 (UTC−5) | Peru                              | 0 – 0 | Chili | Stadion: Estadio Monumental, Lima Toeschouwers: 47.122 Scheidsrechter: Wilton Sampaio (BRA) |
| 15 november 2024 «onderlinge duels» 20:30 (UTC−5) | Verslag (FIFA) Verslag (CONMEBOL) |       |       | Stadion: Estadio Monumental, Lima Toeschouwers: 47.122 Scheidsrechter: Wilton Sampaio (BRA) |
| 15 november 2024 «onderlinge duels» 20:30 (UTC−5) |                                   |       |       | Stadion: Estadio Monumental, Lima Toeschouwers: 47.122 Scheidsrechter: Wilton Sampaio (BRA) |
| 15 november 2024 «onderlinge duels» 20:30 (UTC−5) |                                   |       |       | Stadion: Estadio Monumental, Lima Toeschouwers: 47.122 Scheidsrechter: Wilton Sampaio (BRA) |
|                                                   |                                   |       |       |                                                                                             |

### Wedstrijddag 12
|                                                   |                                 |                                   |                          |                                                                                                   |
| 19 november 2024 «onderlinge duels» 16:00 (UTC−4) | Bolivia                         | 2 – 2                             | Paraguay                 | Stadion: Estadio Hernando Siles, La Paz Toeschouwers: 18.655 Scheidsrechter: Andrés Matonte (URU) |
| 19 november 2024 «onderlinge duels» 16:00 (UTC−4) | E. Vaca 15' Terceros 80' (pen.) | Verslag (FIFA) Verslag (CONMEBOL) | 71' Almirón 90+1' Enciso | Stadion: Estadio Hernando Siles, La Paz Toeschouwers: 18.655 Scheidsrechter: Andrés Matonte (URU) |
| 19 november 2024 «onderlinge duels» 16:00 (UTC−4) |                                 |                                   |                          | Stadion: Estadio Hernando Siles, La Paz Toeschouwers: 18.655 Scheidsrechter: Andrés Matonte (URU) |
| 19 november 2024 «onderlinge duels» 16:00 (UTC−4) |                                 |                                   |                          | Stadion: Estadio Hernando Siles, La Paz Toeschouwers: 18.655 Scheidsrechter: Andrés Matonte (URU) |
|                                                   |                                 |                                   |                          |                                                                                                   |

|                                                   |          |                                   |                          | |
| 19 november 2024 «onderlinge duels» 18:00 (UTC−5) | Colombia | 0 – 1                             | Ecuador                  | Stadion: Estadio Metropolitano Roberto Meléndez, Barranquilla Toeschouwers: 37.316 Scheidsrechter: Esteban Ostojich (URU) |
| 19 november 2024 «onderlinge duels» 18:00 (UTC−5) |          | Verslag (FIFA) Verslag (CONMEBOL) | 7' Valencia 34' Hincapie | Stadion: Estadio Metropolitano Roberto Meléndez, Barranquilla Toeschouwers: 37.316 Scheidsrechter: Esteban Ostojich (URU) |
| 19 november 2024 «onderlinge duels» 18:00 (UTC−5) |          |                                   |                          | Stadion: Estadio Metropolitano Roberto Meléndez, Barranquilla Toeschouwers: 37.316 Scheidsrechter: Esteban Ostojich (URU) |
| 19 november 2024 «onderlinge duels» 18:00 (UTC−5) |          |                                   |                          | Stadion: Estadio Metropolitano Roberto Meléndez, Barranquilla Toeschouwers: 37.316 Scheidsrechter: Esteban Ostojich (URU) |
|                                                   |          |                                   |                          | |

|                                                   |                  |                                   |      |                                                                                              |
| 19 november 2024 «onderlinge duels» 21:00 (UTC−3) | Argentinië       | 1 – 0                             | Peru | Stadion: La Bombonera, Buenos Aires Toeschouwers: 52.000 Scheidsrechter: Wilmar Roldán (COL) |
| 19 november 2024 «onderlinge duels» 21:00 (UTC−3) | La. Martínez 55' | Verslag (FIFA) Verslag (CONMEBOL) |      | Stadion: La Bombonera, Buenos Aires Toeschouwers: 52.000 Scheidsrechter: Wilmar Roldán (COL) |
| 19 november 2024 «onderlinge duels» 21:00 (UTC−3) |                  |                                   |      | Stadion: La Bombonera, Buenos Aires Toeschouwers: 52.000 Scheidsrechter: Wilmar Roldán (COL) |
| 19 november 2024 «onderlinge duels» 21:00 (UTC−3) |                  |                                   |      | Stadion: La Bombonera, Buenos Aires Toeschouwers: 52.000 Scheidsrechter: Wilmar Roldán (COL) |
|                                                   |                  |                                   |      |                                                                                              |

|                                                   |                                                 |                                   |                             | |
| 19 november 2024 «onderlinge duels» 21:00 (UTC−3) | Chili                                           | 4 – 2                             | Venezuela                   | Stadion: Estadio Nacional Julio Martínez Prádanos, Santiago Toeschouwers: 31.906 Scheidsrechter: Facundo Tello (ARG) |
| 19 november 2024 «onderlinge duels» 21:00 (UTC−3) | E. Vargas 20' Rincón 29' (e.d.) Cepeda 38', 47' | Verslag (FIFA) Verslag (CONMEBOL) | 13' Savarino 22' R. Ramírez | Stadion: Estadio Nacional Julio Martínez Prádanos, Santiago Toeschouwers: 31.906 Scheidsrechter: Facundo Tello (ARG) |
| 19 november 2024 «onderlinge duels» 21:00 (UTC−3) |                                                 |                                   |                             | Stadion: Estadio Nacional Julio Martínez Prádanos, Santiago Toeschouwers: 31.906 Scheidsrechter: Facundo Tello (ARG) |
| 19 november 2024 «onderlinge duels» 21:00 (UTC−3) |                                                 |                                   |                             | Stadion: Estadio Nacional Julio Martínez Prádanos, Santiago Toeschouwers: 31.906 Scheidsrechter: Facundo Tello (ARG) |
|                                                   |                                                 |                                   |                             | |

|                                                   |            |                                   |              | |
| 19 november 2024 «onderlinge duels» 21:45 (UTC−3) | Brazilië   | 1 – 1                             | Uruguay      | Stadion: Itaipava Arena Fonte Nova, Salvador Toeschouwers: 41.511 Scheidsrechter: Piero Maza (CHI) |
| 19 november 2024 «onderlinge duels» 21:45 (UTC−3) | Gerson 62' | Verslag (FIFA) Verslag (CONMEBOL) | 55' Valverde | Stadion: Itaipava Arena Fonte Nova, Salvador Toeschouwers: 41.511 Scheidsrechter: Piero Maza (CHI) |
| 19 november 2024 «onderlinge duels» 21:45 (UTC−3) |            |                                   |              | Stadion: Itaipava Arena Fonte Nova, Salvador Toeschouwers: 41.511 Scheidsrechter: Piero Maza (CHI) |
| 19 november 2024 «onderlinge duels» 21:45 (UTC−3) |            |                                   |              | Stadion: Itaipava Arena Fonte Nova, Salvador Toeschouwers: 41.511 Scheidsrechter: Piero Maza (CHI) |
|                                                   |            |                                   |              | |

### Wedstrijddag 13
|                                                |              |                                   |       | |
| 20 maart 2025 «onderlinge duels» 20:00 (UTC−3) | Paraguay     | 1 – 0                             | Chili | Stadion: Estadio Defensores del Chaco, Asuncion Toeschouwers: 31.193 Scheidsrechter: Raphael Claus (BRA) |
| 20 maart 2025 «onderlinge duels» 20:00 (UTC−3) | Alderete 60' | Verslag (FIFA) Verslag (CONMEBOL) |       | Stadion: Estadio Defensores del Chaco, Asuncion Toeschouwers: 31.193 Scheidsrechter: Raphael Claus (BRA) |
| 20 maart 2025 «onderlinge duels» 20:00 (UTC−3) |              |                                   |       | Stadion: Estadio Defensores del Chaco, Asuncion Toeschouwers: 31.193 Scheidsrechter: Raphael Claus (BRA) |
| 20 maart 2025 «onderlinge duels» 20:00 (UTC−3) |              |                                   |       | Stadion: Estadio Defensores del Chaco, Asuncion Toeschouwers: 31.193 Scheidsrechter: Raphael Claus (BRA) |
|                                                |              |                                   |       | |

|                                                |                                          |                                   |          | |
| 20 maart 2025 «onderlinge duels» 21:45 (UTC−3) | Brazilië                                 | 2 – 1                             | Colombia | Stadion: Estádio Nacional Mané Garrincha, Brasilia Toeschouwers: 70.027 Scheidsrechter: Alexis Herrera (VEN) |
| 20 maart 2025 «onderlinge duels» 21:45 (UTC−3) | Raphinha 6' (pen.) Vinícius Júnior 90+9' | Verslag (FIFA) Verslag (CONMEBOL) | 41' Díaz | Stadion: Estádio Nacional Mané Garrincha, Brasilia Toeschouwers: 70.027 Scheidsrechter: Alexis Herrera (VEN) |
| 20 maart 2025 «onderlinge duels» 21:45 (UTC−3) |                                          |                                   |          | Stadion: Estádio Nacional Mané Garrincha, Brasilia Toeschouwers: 70.027 Scheidsrechter: Alexis Herrera (VEN) |
| 20 maart 2025 «onderlinge duels» 21:45 (UTC−3) |                                          |                                   |          | Stadion: Estádio Nacional Mané Garrincha, Brasilia Toeschouwers: 70.027 Scheidsrechter: Alexis Herrera (VEN) |
|                                                |                                          |                                   |          | |

|                                                |                                  |                                   |                     |                                                                                              |
| 20 maart 2025 «onderlinge duels» 20:30 (UTC−5) | Peru                             | 3 – 1                             | Bolivia             | Stadion: Estadio Nacional, Lima Toeschouwers: 33.683 Scheidsrechter: Yael Falcón Pérez (ARG) |
| 20 maart 2025 «onderlinge duels» 20:30 (UTC−5) | Polo 37' Guerrero 45' Flores 82' | Verslag (FIFA) Verslag (CONMEBOL) | 58' (pen.) Terceros | Stadion: Estadio Nacional, Lima Toeschouwers: 33.683 Scheidsrechter: Yael Falcón Pérez (ARG) |
| 20 maart 2025 «onderlinge duels» 20:30 (UTC−5) |                                  |                                   |                     | Stadion: Estadio Nacional, Lima Toeschouwers: 33.683 Scheidsrechter: Yael Falcón Pérez (ARG) |
| 20 maart 2025 «onderlinge duels» 20:30 (UTC−5) |                                  |                                   |                     | Stadion: Estadio Nacional, Lima Toeschouwers: 33.683 Scheidsrechter: Yael Falcón Pérez (ARG) |
|                                                |                                  |                                   |                     |                                                                                              |

|                                                |                   |                                   |             | |
| 21 maart 2025 «onderlinge duels» 16:00 (UTC−5) | Ecuador           | 2 – 1                             | Venezuela   | Stadion: Estadio Rodrigo Paz Delgado, Quito Toeschouwers: 41.575 Scheidsrechter: Ramon Abatti (BRA) |
| 21 maart 2025 «onderlinge duels» 16:00 (UTC−5) | Valencia 39', 46' | Verslag (FIFA) Verslag (CONMEBOL) | 90+1' Cádiz | Stadion: Estadio Rodrigo Paz Delgado, Quito Toeschouwers: 41.575 Scheidsrechter: Ramon Abatti (BRA) |
| 21 maart 2025 «onderlinge duels» 16:00 (UTC−5) |                   |                                   |             | Stadion: Estadio Rodrigo Paz Delgado, Quito Toeschouwers: 41.575 Scheidsrechter: Ramon Abatti (BRA) |
| 21 maart 2025 «onderlinge duels» 16:00 (UTC−5) |                   |                                   |             | Stadion: Estadio Rodrigo Paz Delgado, Quito Toeschouwers: 41.575 Scheidsrechter: Ramon Abatti (BRA) |
|                                                |                   |                                   |             | |

|                                                |         |                                   |                           | |
| 21 maart 2025 «onderlinge duels» 20:30 (UTC−3) | Uruguay | 0 – 1                             | Argentinië                | Stadion: Estadio Centenario, Montevideo Toeschouwers: 55.000 Scheidsrechter: Juan Gabriel Benítez (PAR) |
| 21 maart 2025 «onderlinge duels» 20:30 (UTC−3) |         | Verslag (FIFA) Verslag (CONMEBOL) | 68' Almada 90+5' González | Stadion: Estadio Centenario, Montevideo Toeschouwers: 55.000 Scheidsrechter: Juan Gabriel Benítez (PAR) |
| 21 maart 2025 «onderlinge duels» 20:30 (UTC−3) |         |                                   |                           | Stadion: Estadio Centenario, Montevideo Toeschouwers: 55.000 Scheidsrechter: Juan Gabriel Benítez (PAR) |
| 21 maart 2025 «onderlinge duels» 20:30 (UTC−3) |         |                                   |                           | Stadion: Estadio Centenario, Montevideo Toeschouwers: 55.000 Scheidsrechter: Juan Gabriel Benítez (PAR) |
|                                                |         |                                   |                           | |

### Wedstrijddag 14
|                                                |                                   |       |         | |
| 25 maart 2025 «onderlinge duels» 16:00 (UTC−4) | Bolivia                           | 0 – 0 | Uruguay | Stadion: Estadio Municipal de El Alto, El Alto Toeschouwers: 10.723 Scheidsrechter: Augusto Aragón (ECU) |
| 25 maart 2025 «onderlinge duels» 16:00 (UTC−4) | Verslag (FIFA) Verslag (CONMEBOL) |       |         | Stadion: Estadio Municipal de El Alto, El Alto Toeschouwers: 10.723 Scheidsrechter: Augusto Aragón (ECU) |
| 25 maart 2025 «onderlinge duels» 16:00 (UTC−4) |                                   |       |         | Stadion: Estadio Municipal de El Alto, El Alto Toeschouwers: 10.723 Scheidsrechter: Augusto Aragón (ECU) |
| 25 maart 2025 «onderlinge duels» 16:00 (UTC−4) |                                   |       |         | Stadion: Estadio Municipal de El Alto, El Alto Toeschouwers: 10.723 Scheidsrechter: Augusto Aragón (ECU) |
|                                                |                                   |       |         | |

|                                                |                   |                                   |                         | |
| 25 maart 2025 «onderlinge duels» 19:00 (UTC−5) | Colombia          | 2 – 2                             | Paraguay                | Stadion: Estadio Metropolitano Roberto Meléndez, Barranquilla Toeschouwers: 42.262 Scheidsrechter: Facundo Tello (ARG) |
| 25 maart 2025 «onderlinge duels» 19:00 (UTC−5) | Díaz 1' Durán 13' | Verslag (FIFA) Verslag (CONMEBOL) | 45+4' Alonso 62' Enciso | Stadion: Estadio Metropolitano Roberto Meléndez, Barranquilla Toeschouwers: 42.262 Scheidsrechter: Facundo Tello (ARG) |
| 25 maart 2025 «onderlinge duels» 19:00 (UTC−5) |                   |                                   |                         | Stadion: Estadio Metropolitano Roberto Meléndez, Barranquilla Toeschouwers: 42.262 Scheidsrechter: Facundo Tello (ARG) |
| 25 maart 2025 «onderlinge duels» 19:00 (UTC−5) |                   |                                   |                         | Stadion: Estadio Metropolitano Roberto Meléndez, Barranquilla Toeschouwers: 42.262 Scheidsrechter: Facundo Tello (ARG) |
|                                                |                   |                                   |                         | |

|                                                |                   |                                   |      |                                                                                                |
| 25 maart 2025 «onderlinge duels» 20:00 (UTC−4) | Venezuela         | 1 – 0                             | Peru | Stadion: Estadio Monumental, Maturín Toeschouwers: 33.683 Scheidsrechter: Cristian Garay (CHI) |
| 25 maart 2025 «onderlinge duels» 20:00 (UTC−4) | Rondón 41' (pen.) | Verslag (FIFA) Verslag (CONMEBOL) |      | Stadion: Estadio Monumental, Maturín Toeschouwers: 33.683 Scheidsrechter: Cristian Garay (CHI) |
| 25 maart 2025 «onderlinge duels» 20:00 (UTC−4) |                   |                                   |      | Stadion: Estadio Monumental, Maturín Toeschouwers: 33.683 Scheidsrechter: Cristian Garay (CHI) |
| 25 maart 2025 «onderlinge duels» 20:00 (UTC−4) |                   |                                   |      | Stadion: Estadio Monumental, Maturín Toeschouwers: 33.683 Scheidsrechter: Cristian Garay (CHI) |
|                                                |                   |                                   |      |                                                                                                |

|                                                |                                                       |                                   |           |                                                                                                   |
| 25 maart 2025 «onderlinge duels» 21:00 (UTC−3) | Argentinië                                            | 4 – 1                             | Brazilië  | Stadion: Estadio Monumental, Buenos Aires Toeschouwers: 85.015 Scheidsrechter: Andrés Rojas (COL) |
| 25 maart 2025 «onderlinge duels» 21:00 (UTC−3) | Álvarez 4' Fernández 12' Mac Allister 37' Simeone 71' | Verslag (FIFA) Verslag (CONMEBOL) | 26' Cunha | Stadion: Estadio Monumental, Buenos Aires Toeschouwers: 85.015 Scheidsrechter: Andrés Rojas (COL) |
| 25 maart 2025 «onderlinge duels» 21:00 (UTC−3) |                                                       |                                   |           | Stadion: Estadio Monumental, Buenos Aires Toeschouwers: 85.015 Scheidsrechter: Andrés Rojas (COL) |
| 25 maart 2025 «onderlinge duels» 21:00 (UTC−3) |                                                       |                                   |           | Stadion: Estadio Monumental, Buenos Aires Toeschouwers: 85.015 Scheidsrechter: Andrés Rojas (COL) |
|                                                |                                                       |                                   |           |                                                                                                   |

|                                                |                                   |       |         | |
| 25 maart 2025 «onderlinge duels» 21:00 (UTC−3) | Chili                             | 0 – 0 | Ecuador | Stadion: Estadio Nacional Julio Martínez Prádanos, Santiago Toeschouwers: 38.996 Scheidsrechter: Gustavo Tejera (URU) |
| 25 maart 2025 «onderlinge duels» 21:00 (UTC−3) | Verslag (FIFA) Verslag (CONMEBOL) |       |         | Stadion: Estadio Nacional Julio Martínez Prádanos, Santiago Toeschouwers: 38.996 Scheidsrechter: Gustavo Tejera (URU) |
| 25 maart 2025 «onderlinge duels» 21:00 (UTC−3) |                                   |       |         | Stadion: Estadio Nacional Julio Martínez Prádanos, Santiago Toeschouwers: 38.996 Scheidsrechter: Gustavo Tejera (URU) |
| 25 maart 2025 «onderlinge duels» 21:00 (UTC−3) |                                   |       |         | Stadion: Estadio Nacional Julio Martínez Prádanos, Santiago Toeschouwers: 38.996 Scheidsrechter: Gustavo Tejera (URU) |
|                                                |                                   |       |         | |

### Wedstrijddag 15
|                                              |                               |                                   |         | |
| 5 juni 2025 «onderlinge duels» 20:00 (UTC−3) | Paraguay                      | 2 – 0                             | Uruguay | Stadion: Estadio Defensores del Chaco, Asuncion Toeschouwers: 30.005 Scheidsrechter: Darío Herrera (ARG) |
| 5 juni 2025 «onderlinge duels» 20:00 (UTC−3) | Galarza 13' Enciso 81' (pen.) | Verslag (FIFA) Verslag (CONMEBOL) |         | Stadion: Estadio Defensores del Chaco, Asuncion Toeschouwers: 30.005 Scheidsrechter: Darío Herrera (ARG) |
| 5 juni 2025 «onderlinge duels» 20:00 (UTC−3) |                               |                                   |         | Stadion: Estadio Defensores del Chaco, Asuncion Toeschouwers: 30.005 Scheidsrechter: Darío Herrera (ARG) |
| 5 juni 2025 «onderlinge duels» 20:00 (UTC−3) |                               |                                   |         | Stadion: Estadio Defensores del Chaco, Asuncion Toeschouwers: 30.005 Scheidsrechter: Darío Herrera (ARG) |
|                                              |                               |                                   |         | |

|                                              |                                   |       |          | |
| 5 juni 2025 «onderlinge duels» 18:00 (UTC−5) | Ecuador                           | 0 – 0 | Brazilië | Stadion: Estadio Monumental Isidro Romero Carbo, Guayaquil Toeschouwers: 59.283 Scheidsrechter: Piero Maza (CHI) |
| 5 juni 2025 «onderlinge duels» 18:00 (UTC−5) | Verslag (FIFA) Verslag (CONMEBOL) |       |          | Stadion: Estadio Monumental Isidro Romero Carbo, Guayaquil Toeschouwers: 59.283 Scheidsrechter: Piero Maza (CHI) |
| 5 juni 2025 «onderlinge duels» 18:00 (UTC−5) |                                   |       |          | Stadion: Estadio Monumental Isidro Romero Carbo, Guayaquil Toeschouwers: 59.283 Scheidsrechter: Piero Maza (CHI) |
| 5 juni 2025 «onderlinge duels» 18:00 (UTC−5) |                                   |       |          | Stadion: Estadio Monumental Isidro Romero Carbo, Guayaquil Toeschouwers: 59.283 Scheidsrechter: Piero Maza (CHI) |
|                                              |                                   |       |          | |

|                                              |       |                                   |             | |
| 5 juni 2025 «onderlinge duels» 21:00 (UTC−4) | Chili | 0 – 1                             | Argentinië  | Stadion: Estadio Nacional Julio Martínez Prádanos, Santiago Toeschouwers: 45.000 Scheidsrechter: Jesús Valenzuela (VEN) |
| 5 juni 2025 «onderlinge duels» 21:00 (UTC−4) |       | Verslag (FIFA) Verslag (CONMEBOL) | 16' Álvarez | Stadion: Estadio Nacional Julio Martínez Prádanos, Santiago Toeschouwers: 45.000 Scheidsrechter: Jesús Valenzuela (VEN) |
| 5 juni 2025 «onderlinge duels» 21:00 (UTC−4) |       |                                   |             | Stadion: Estadio Nacional Julio Martínez Prádanos, Santiago Toeschouwers: 45.000 Scheidsrechter: Jesús Valenzuela (VEN) |
| 5 juni 2025 «onderlinge duels» 21:00 (UTC−4) |       |                                   |             | Stadion: Estadio Nacional Julio Martínez Prádanos, Santiago Toeschouwers: 45.000 Scheidsrechter: Jesús Valenzuela (VEN) |
|                                              |       |                                   |             | |

|                                              |                                   |       |      | |
| 6 juni 2025 «onderlinge duels» 15:30 (UTC−5) | Colombia                          | 0 – 0 | Peru | Stadion: Estadio Metropolitano Roberto Meléndez, Barranquilla Toeschouwers: 43.933 Scheidsrechter: Wilton Sampaio (BRA) |
| 6 juni 2025 «onderlinge duels» 15:30 (UTC−5) | Verslag (FIFA) Verslag (CONMEBOL) |       |      | Stadion: Estadio Metropolitano Roberto Meléndez, Barranquilla Toeschouwers: 43.933 Scheidsrechter: Wilton Sampaio (BRA) |
| 6 juni 2025 «onderlinge duels» 15:30 (UTC−5) |                                   |       |      | Stadion: Estadio Metropolitano Roberto Meléndez, Barranquilla Toeschouwers: 43.933 Scheidsrechter: Wilton Sampaio (BRA) |
| 6 juni 2025 «onderlinge duels» 15:30 (UTC−5) |                                   |       |      | Stadion: Estadio Metropolitano Roberto Meléndez, Barranquilla Toeschouwers: 43.933 Scheidsrechter: Wilton Sampaio (BRA) |
|                                              |                                   |       |      | |

|                                              |                              |                                   |         | |
| 6 juni 2025 «onderlinge duels» 18:00 (UTC−4) | Venezuela                    | 2 – 0                             | Bolivia | Stadion: Estadio Monumental de Maturín, Maturín Toeschouwers: 46.741 Scheidsrechter: Yael Falcón Pérez (ARG) |
| 6 juni 2025 «onderlinge duels» 18:00 (UTC−4) | Cuéllar 5' (e.d.) Rondón 30' | Verslag (FIFA) Verslag (CONMEBOL) |         | Stadion: Estadio Monumental de Maturín, Maturín Toeschouwers: 46.741 Scheidsrechter: Yael Falcón Pérez (ARG) |
| 6 juni 2025 «onderlinge duels» 18:00 (UTC−4) |                              |                                   |         | Stadion: Estadio Monumental de Maturín, Maturín Toeschouwers: 46.741 Scheidsrechter: Yael Falcón Pérez (ARG) |
| 6 juni 2025 «onderlinge duels» 18:00 (UTC−4) |                              |                                   |         | Stadion: Estadio Monumental de Maturín, Maturín Toeschouwers: 46.741 Scheidsrechter: Yael Falcón Pérez (ARG) |
|                                              |                              |                                   |         | |

### Wedstrijddag 16
|                                               |                                     |                                   |               | |
| 10 juni 2025 «onderlinge duels» 16:00 (UTC−4) | Bolivia                             | 2 – 0                             | Chili         | Stadion: Estadio Municipal de El Alto, El Alto Toeschouwers: 11.467 Scheidsrechter: Esteban Ostojich (URU) |
| 10 juni 2025 «onderlinge duels» 16:00 (UTC−4) | Terceros 5' Chávez 19' Monteiro 90' | Verslag (FIFA) Verslag (CONMEBOL) | 55' Sierralta | Stadion: Estadio Municipal de El Alto, El Alto Toeschouwers: 11.467 Scheidsrechter: Esteban Ostojich (URU) |
| 10 juni 2025 «onderlinge duels» 16:00 (UTC−4) |                                     |                                   |               | Stadion: Estadio Municipal de El Alto, El Alto Toeschouwers: 11.467 Scheidsrechter: Esteban Ostojich (URU) |
| 10 juni 2025 «onderlinge duels» 16:00 (UTC−4) |                                     |                                   |               | Stadion: Estadio Municipal de El Alto, El Alto Toeschouwers: 11.467 Scheidsrechter: Esteban Ostojich (URU) |
|                                               |                                     |                                   |               | |

|                                               |                               |                                   |           |                                                                                                  |
| 10 juni 2025 «onderlinge duels» 20:00 (UTC−3) | Uruguay                       | 2 – 0                             | Venezuela | Stadion: Estadio Centenario, Montevideo Toeschouwers: 29.672 Scheidsrechter: Raphael Claus (BRA) |
| 10 juni 2025 «onderlinge duels» 20:00 (UTC−3) | Aguirre 43' De Arrascaeta 47' | Verslag (FIFA) Verslag (CONMEBOL) |           | Stadion: Estadio Centenario, Montevideo Toeschouwers: 29.672 Scheidsrechter: Raphael Claus (BRA) |
| 10 juni 2025 «onderlinge duels» 20:00 (UTC−3) |                               |                                   |           | Stadion: Estadio Centenario, Montevideo Toeschouwers: 29.672 Scheidsrechter: Raphael Claus (BRA) |
| 10 juni 2025 «onderlinge duels» 20:00 (UTC−3) |                               |                                   |           | Stadion: Estadio Centenario, Montevideo Toeschouwers: 29.672 Scheidsrechter: Raphael Claus (BRA) |
|                                               |                               |                                   |           |                                                                                                  |

|                                               |                          |                                   |          | |
| 10 juni 2025 «onderlinge duels» 21:00 (UTC−3) | Argentinië               | 1 – 1                             | Colombia | Stadion: Estadio Monumental, Buenos Aires Toeschouwers: 77.791 Scheidsrechter: Juan Gabriel Benítez (PAR) |
| 10 juni 2025 «onderlinge duels» 21:00 (UTC−3) | Fernández 70' Almada 81' | Verslag (FIFA) Verslag (CONMEBOL) | 24' Díaz | Stadion: Estadio Monumental, Buenos Aires Toeschouwers: 77.791 Scheidsrechter: Juan Gabriel Benítez (PAR) |
| 10 juni 2025 «onderlinge duels» 21:00 (UTC−3) |                          |                                   |          | Stadion: Estadio Monumental, Buenos Aires Toeschouwers: 77.791 Scheidsrechter: Juan Gabriel Benítez (PAR) |
| 10 juni 2025 «onderlinge duels» 21:00 (UTC−3) |                          |                                   |          | Stadion: Estadio Monumental, Buenos Aires Toeschouwers: 77.791 Scheidsrechter: Juan Gabriel Benítez (PAR) |
|                                               |                          |                                   |          | |

|                                               |                     |                                   |          |                                                                                                |
| 10 juni 2025 «onderlinge duels» 21:45 (UTC−3) | Brazilië            | 1 – 0                             | Paraguay | Stadion: Neo Química Arena, São Paulo Toeschouwers: 43.316 Scheidsrechter: Facundo Tello (ARG) |
| 10 juni 2025 «onderlinge duels» 21:45 (UTC−3) | Vinícius Júnior 44' | Verslag (FIFA) Verslag (CONMEBOL) |          | Stadion: Neo Química Arena, São Paulo Toeschouwers: 43.316 Scheidsrechter: Facundo Tello (ARG) |
| 10 juni 2025 «onderlinge duels» 21:45 (UTC−3) |                     |                                   |          | Stadion: Neo Química Arena, São Paulo Toeschouwers: 43.316 Scheidsrechter: Facundo Tello (ARG) |
| 10 juni 2025 «onderlinge duels» 21:45 (UTC−3) |                     |                                   |          | Stadion: Neo Química Arena, São Paulo Toeschouwers: 43.316 Scheidsrechter: Facundo Tello (ARG) |
|                                               |                     |                                   |          |                                                                                                |

|                                               |      |                                   |                 |                                                                                         |
| 10 juni 2025 «onderlinge duels» 20:30 (UTC−5) | Peru | 0 – 0                             | Ecuador         | Stadion: Estadio Nacional, Lima Toeschouwers: 33.749 Scheidsrechter: Andrés Rojas (COL) |
| 10 juni 2025 «onderlinge duels» 20:30 (UTC−5) |      | Verslag (FIFA) Verslag (CONMEBOL) | 29', 75' Franco | Stadion: Estadio Nacional, Lima Toeschouwers: 33.749 Scheidsrechter: Andrés Rojas (COL) |
| 10 juni 2025 «onderlinge duels» 20:30 (UTC−5) |      |                                   |                 | Stadion: Estadio Nacional, Lima Toeschouwers: 33.749 Scheidsrechter: Andrés Rojas (COL) |
| 10 juni 2025 «onderlinge duels» 20:30 (UTC−5) |      |                                   |                 | Stadion: Estadio Nacional, Lima Toeschouwers: 33.749 Scheidsrechter: Andrés Rojas (COL) |
|                                               |      |                                   |                 |                                                                                         |

### Wedstrijddag 17
|                                                   |                |   |      |                                         |
| 4 september 2025 «onderlinge duels» 20:30 (UTC−3) | Uruguay        | – | Peru | Stadion: Estadio Centenario, Montevideo |
| 4 september 2025 «onderlinge duels» 20:30 (UTC−3) | Verslag (FIFA) |   |      | Stadion: Estadio Centenario, Montevideo |
| 4 september 2025 «onderlinge duels» 20:30 (UTC−3) |                |   |      | Stadion: Estadio Centenario, Montevideo |
| 4 september 2025 «onderlinge duels» 20:30 (UTC−3) |                |   |      | Stadion: Estadio Centenario, Montevideo |
|                                                   |                |   |      |                                         |

|                                                   |                |   |         |                                                               |
| 4 september 2025 «onderlinge duels» 18:30 (UTC−5) | Colombia       | – | Bolivia | Stadion: Estadio Metropolitano Roberto Meléndez, Barranquilla |
| 4 september 2025 «onderlinge duels» 18:30 (UTC−5) | Verslag (FIFA) |   |         | Stadion: Estadio Metropolitano Roberto Meléndez, Barranquilla |
| 4 september 2025 «onderlinge duels» 18:30 (UTC−5) |                |   |         | Stadion: Estadio Metropolitano Roberto Meléndez, Barranquilla |
| 4 september 2025 «onderlinge duels» 18:30 (UTC−5) |                |   |         | Stadion: Estadio Metropolitano Roberto Meléndez, Barranquilla |
|                                                   |                |   |         |                                                               |

|                                                   |                |   |         |                                                 |
| 4 september 2025 «onderlinge duels» 20:30 (UTC−3) | Paraguay       | – | Ecuador | Stadion: Estadio Defensores del Chaco, Asuncion |
| 4 september 2025 «onderlinge duels» 20:30 (UTC−3) | Verslag (FIFA) |   |         | Stadion: Estadio Defensores del Chaco, Asuncion |
| 4 september 2025 «onderlinge duels» 20:30 (UTC−3) |                |   |         | Stadion: Estadio Defensores del Chaco, Asuncion |
| 4 september 2025 «onderlinge duels» 20:30 (UTC−3) |                |   |         | Stadion: Estadio Defensores del Chaco, Asuncion |
|                                                   |                |   |         |                                                 |

|                                                   |                |   |           |                                           |
| 4 september 2025 «onderlinge duels» 20:30 (UTC−3) | Argentinië     | – | Venezuela | Stadion: Estadio Monumental, Buenos Aires |
| 4 september 2025 «onderlinge duels» 20:30 (UTC−3) | Verslag (FIFA) |   |           | Stadion: Estadio Monumental, Buenos Aires |
| 4 september 2025 «onderlinge duels» 20:30 (UTC−3) |                |   |           | Stadion: Estadio Monumental, Buenos Aires |
| 4 september 2025 «onderlinge duels» 20:30 (UTC−3) |                |   |           | Stadion: Estadio Monumental, Buenos Aires |
|                                                   |                |   |           |                                           |

|                                                   |                |   |       |                                   |
| 4 september 2025 «onderlinge duels» 21:30 (UTC−3) | Brazilië       | – | Chili | Stadion: Maracanã, Rio de Janeiro |
| 4 september 2025 «onderlinge duels» 21:30 (UTC−3) | Verslag (FIFA) |   |       | Stadion: Maracanã, Rio de Janeiro |
| 4 september 2025 «onderlinge duels» 21:30 (UTC−3) |                |   |       | Stadion: Maracanã, Rio de Janeiro |
| 4 september 2025 «onderlinge duels» 21:30 (UTC−3) |                |   |       | Stadion: Maracanã, Rio de Janeiro |
|                                                   |                |   |       |                                   |

### Wedstrijddag 18
|                                                   |                |   |            |                                                            |
| 9 september 2025 «onderlinge duels» 18:00 (UTC−5) | Ecuador        | – | Argentinië | Stadion: Estadio Monumental Isidro Romero Carbo, Guayaquil |
| 9 september 2025 «onderlinge duels» 18:00 (UTC−5) | Verslag (FIFA) |   |            | Stadion: Estadio Monumental Isidro Romero Carbo, Guayaquil |
| 9 september 2025 «onderlinge duels» 18:00 (UTC−5) |                |   |            | Stadion: Estadio Monumental Isidro Romero Carbo, Guayaquil |
| 9 september 2025 «onderlinge duels» 18:00 (UTC−5) |                |   |            | Stadion: Estadio Monumental Isidro Romero Carbo, Guayaquil |
|                                                   |                |   |            |                                                            |

|                                                   |                |   |          |                                 |
| 9 september 2025 «onderlinge duels» 18:30 (UTC−5) | Peru           | – | Paraguay | Stadion: Estadio Nacional, Lima |
| 9 september 2025 «onderlinge duels» 18:30 (UTC−5) | Verslag (FIFA) |   |          | Stadion: Estadio Nacional, Lima |
| 9 september 2025 «onderlinge duels» 18:30 (UTC−5) |                |   |          | Stadion: Estadio Nacional, Lima |
| 9 september 2025 «onderlinge duels» 18:30 (UTC−5) |                |   |          | Stadion: Estadio Nacional, Lima |
|                                                   |                |   |          |                                 |

|                                                   |                |   |          |                                                 |
| 9 september 2025 «onderlinge duels» 19:30 (UTC−4) | Venezuela      | – | Colombia | Stadion: Estadio Monumental de Maturín, Maturín |
| 9 september 2025 «onderlinge duels» 19:30 (UTC−4) | Verslag (FIFA) |   |          | Stadion: Estadio Monumental de Maturín, Maturín |
| 9 september 2025 «onderlinge duels» 19:30 (UTC−4) |                |   |          | Stadion: Estadio Monumental de Maturín, Maturín |
| 9 september 2025 «onderlinge duels» 19:30 (UTC−4) |                |   |          | Stadion: Estadio Monumental de Maturín, Maturín |
|                                                   |                |   |          |                                                 |

|                                                   |                |   |          |                                                |
| 9 september 2025 «onderlinge duels» 19:30 (UTC−4) | Bolivia        | – | Brazilië | Stadion: Estadio Municipal de El Alto, El Alto |
| 9 september 2025 «onderlinge duels» 19:30 (UTC−4) | Verslag (FIFA) |   |          | Stadion: Estadio Municipal de El Alto, El Alto |
| 9 september 2025 «onderlinge duels» 19:30 (UTC−4) |                |   |          | Stadion: Estadio Municipal de El Alto, El Alto |
| 9 september 2025 «onderlinge duels» 19:30 (UTC−4) |                |   |          | Stadion: Estadio Municipal de El Alto, El Alto |
|                                                   |                |   |          |                                                |

|                                                   |                |   |         |                                                             |
| 9 september 2025 «onderlinge duels» 20:30 (UTC−3) | Chili          | – | Uruguay | Stadion: Estadio Nacional Julio Martínez Prádanos, Santiago |
| 9 september 2025 «onderlinge duels» 20:30 (UTC−3) | Verslag (FIFA) |   |         | Stadion: Estadio Nacional Julio Martínez Prádanos, Santiago |
| 9 september 2025 «onderlinge duels» 20:30 (UTC−3) |                |   |         | Stadion: Estadio Nacional Julio Martínez Prádanos, Santiago |
| 9 september 2025 «onderlinge duels» 20:30 (UTC−3) |                |   |         | Stadion: Estadio Nacional Julio Martínez Prádanos, Santiago |
|                                                   |                |   |         |                                                             |

## Doelpuntenmakers
7 doelpunten
- Luis Díaz

6 doelpunten
- Lionel Messi
- Miguel Terceros

5 doelpunten
- Raphinha
- Enner Valencia
- Darwin Núñez
- Salomón Rondón

4 doelpunten
- Julián Álvarez
- Antonio Sanabria

3 doelpunten
- Thiago Almada
- Lautaro Martínez
- Nicolás Otamendi
- Rodrygo
- Eduardo Vargas
- Julio Enciso
- Nicolás De La Cruz

2 doelpunten
- Enzo Fernández
- Nicolás González
- Alexis Mac Allister
- Carmelo Algarañaz
- Enzo Monteiro
- Ramiro Vaca
- Luiz Henrique
- Neymar
- Vinícius Júnior
- Lucas Cepeda
- Jhon Durán
- James Rodríguez
- Rafael Santos Borré
- Gonzalo Plata
- Félix Torres
- Omar Alderete
- Rodrigo Aguirre
- Federico Valverde
- Jefferson Savarino

1 doelpunt
- Paulo Dybala
- Giuliano Simeone
- Nicolás Tagliafico
- Víctor Ábrego
- Rodrigo Ramallo
- Ervin Vaca
- Henry Vaca
- Matheus Cunha
- Gerson
- Igor Jesus
- Gabriel Magalhães
- Marquinhos
- Gabriel Martinelli
- Andreas Pereira
- Marcelino Núñez
- Diego Valdés
- Arturo Vidal
- Andrés Gómez
- Yerson Mosquera
- Juan Fernando Quintero
- Davinson Sánchez
- Luis Sinisterra
- Mateus Uribe
- Ángel Mena
- Alan Minda
- Kendry Páez
- Kevin Rodríguez
- Miguel Almirón
- Júnior Alonso
- Matías Galarza
- Diego Gómez
- Miguel Araujo
- Alexander Callens
- Edison Flores
- Paolo Guerrero
- Andy Polo
- Yoshimar Yotún
- Ronald Araújo
- Agustín Canobbio
- Giorgian De Arrascaeta
- Mathías Olivera
- Manuel Ugarte
- Jon Aramburu
- Eduard Bello
- Jhonder Cádiz
- Darwin Machís
- Ruben Ramírez
- Telasco Segovia
- Yeferson Soteldo

1 eigen doelpunt
- Gabriel Villamíl (tegen Uruguay)
- Héctor Cuéllar (tegen Venezuela)
- Davinson Sánchez (tegen Uruguay)
- Tomás Rincón (tegen Chili)